# Śrem
Śrem (niem. Schrimm) – miasto w woj. wielkopolskim, siedziba powiatu śremskiego i gminy miejsko-wiejskiej Śrem, jedno z najstarszych miast w Polsce. Położone w kolanie Warty w Kotlinie Śremskiej. Śrem jest lokalnym ośrodkiem usługowo-przemysłowym, a także węzłem drogowym przy szosie Poznań-Rawicz, z miasta prowadzą drogi do Wrześni, Leszna, Głuchowa i Czempinia.
W latach 1975–1998 miasto administracyjnie należało do woj. poznańskiego.
Był miastem królewskim Korony Królestwa Polskiego, należącym do starostwa śremskiego, pod koniec XVI wieku leżał w powiecie kościańskim województwa poznańskiego.
Według danych z 1 stycznia 2023 miasto liczyło 28 262 mieszkańców.
Miasto stanowi centrum administracyjne powiatu – znajdują się tam m.in. starostwo, sąd rejonowy, prokuratura rejonowa, komenda powiatowa Policji i Państwowej Straży Pożarnej.

## Środowisko naturalne

### Położenie geograficzne

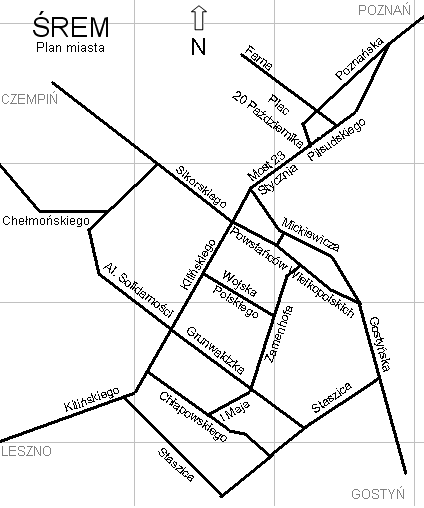
Szkicowy plan miasta

- Współrzędne geograficzne Śremu: 52°05′ szerokości geograficznej północnej i 17°01′ długości geograficznej wschodniej.
- Powierzchnia miasta wynosi 12,37 km²[4].
- Rzeka Warta, trzecia pod względem wielkości rzeka Polski. W Śremie rzeka gwałtownie skręca i zmienia kierunek swojego biegu z równoleżnikowego na południkowy.
- Mezoregion: Kotlina Śremska
- Kraina: Nizina Południowowielkopolska, obręb tzw. Odcinka Śremskiego Pradoliny Warciańsko-Odrzańskiej, czyli Kotliny Śremskiej, wchodzącej w skład większej Pradoliny Warszawsko-Berlińskiej.
- Położenie miasta: starsza część nisko w kotlinie, nowsza część z nowymi terenami zabudowy na wysoczyźnie Równiny Kościańskiej. Różnice wysokości w obrębie miasta wynoszą ponad 30 m[5].
- Obecna rzeźba powierzchni Śremu powstała pod koniec ostatniego zlodowacenia skandynawskiego[6]

### Przyroda
Pod kilkunastometrową warstwą polodowcowych utworów czwartorzędowych znajdują się trzeciorzędowe plioceńskie iły poznańskie, pod którymi występują osady mioceńskie. Iły stanowią warstwę oddzielającą wody czwartorzędowe od trzeciorzędowych. Podczas topienia się lodowca dochodziło do akumulacji osadów, do których należy m.in. glina zwałowa.
Obszar Śremu i gminy Śrem według podziału geobotanicznego Władysława Szafera należy do Działu Bałtyckiego, Poddziału Pasa Wielkich Dolin, Krainy Wielkopolsko-Kujawskiej. Głównymi gatunkami drzew są sosny, dęby, olsze, graby, buki, lipy, świerki i modrzewie.

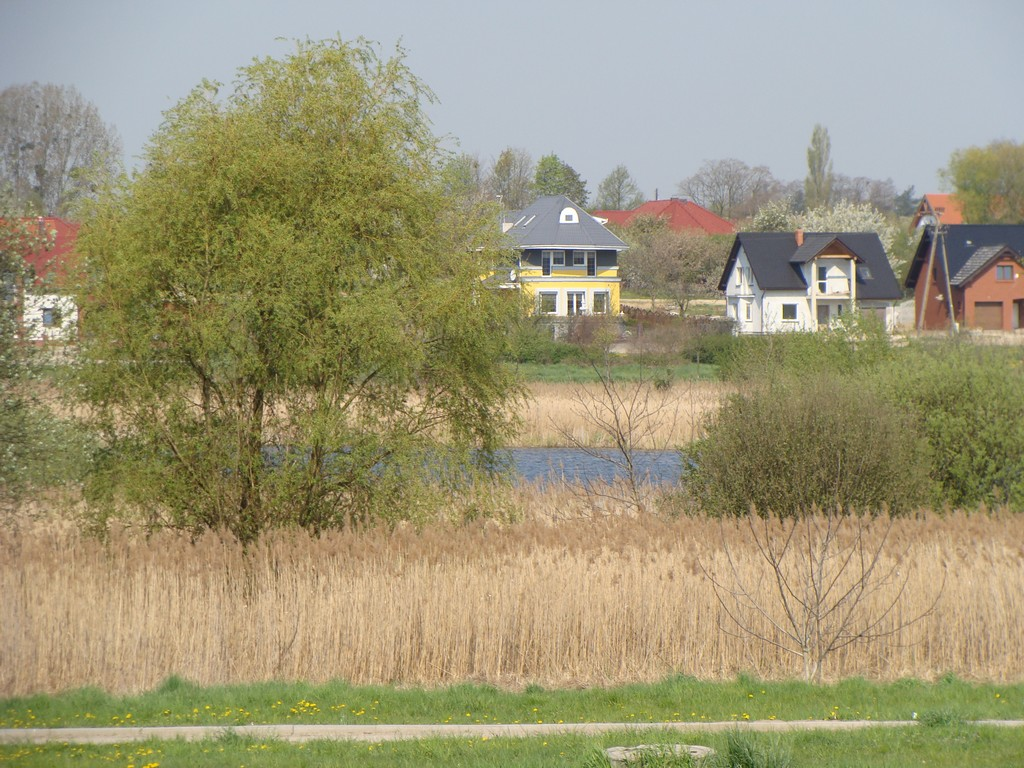
Użytek ekologiczny „Bagienko”

Spośród chrząszczy występuje kozioróg dębosz oraz biegacze. W Warcie występują sumy, szczupaki, sandacze, bolenie, płocie i leszcze. W jeziorach i stawach żyją karpie, amury, tołpygi i węgorze. Nad zbiornikami wodnymi spotkać można szereg gatunków płazów i gadów, m.in.: zaskrońce, padalce, jaszczurki zwinki i żyworodne. Spośród ciekawszych gatunków ptaków zalatują tutaj: bocian czarny, błotniak stawowy, bąk, bączek.
Pomnikami przyrody w Śremie są:
- cisy pospolite:
  - obwody: 115 i 210 cm, wysokość: 9 m, 2 sztuki, cmentarz przy ul. Cmentarnej,
  - obwody: 75–95 cm, wysokość: 7–9 m, 4 sztuki, przed kościołem pw. Narodzenia NMP;
- dęby szypułkowe:
  - obwód: 400 cm, wysokość: 21 m, ul. Dutkiewicza,
  - obwód: 250 cm, wysokość: 20 m, ul. Mickiewicza 7,
  - obwody: 185 i 275 cm, wysokość: 21 m, osiedle Helenki;
- jesiony wyniosłe:
  - obwód: 285 cm, wysokość: 25 m, ul. Mickiewicza 71,
  - obwody: 235–275 cm, wysokości: 22–26 m, 4 sztuki, ul. Promenada;
- klony zwyczajne:
  - obwód: 330 cm, wysokość: 16 m, plaża miejska nad Jeziorem Grzymisławskim,
  - obwody: 230 i 250 cm, wysokość: 13 m, plaża miejska nad Jeziorem Grzymisławskim;
- lipy drobnolistne:
  - obwód: 350 cm, wysokość: 18 m, przy Zespole Szkół Specjalnych,
  - obwód: 269 cm, wysokość: 20 m, ul. Mickiewicza 56;
- olsze czarne: obwody: 190–235 cm, wysokości: 19–25 m, 6 sztuk, ul. Promenada;
- wiąz szypułkowy, obwód: 350 cm, wysokość: 15 m, park miejski im. Powstańców Wielkopolskich;
- wierzba biała, obwód: 300 cm, wysokość: 20 m, ul. Nadbrzeżna;
- żywotnik wschodni, obwód: 124 cm, wysokość: 16 m, ul. Mickiewicza 59.

### Ochrona środowiska
Jedyną powierzchniową formą ochrony przyrody w Śremie jest użytek ekologiczny „Bagienko” w Parku Ekologicznym im. Puchalskiego. Chroni on staw wraz z otaczającymi go szuwarami i podmokłą łąką. Do roślin występujących w użytku należą m.in.: kaczeniec, firletka poszarpana, jaskier ostry i rozłogowy, ostrożeń błotny i warzywny, tojeść pospolita, rzeżucha łąkowa, wełnianka, turzyca. Do fauny należą: bąk, bączek, błotniak stawowy, kokoszka wodna, brzęczka, wodnik, rokitniczka, trzciniak, trzcinniczek, mewa śmieszka, rybitwa czarna. Zbiornik wodny jest miejscem rozrodu płazów.
W mieście funkcjonuje mechaniczno-biologiczna oczyszczalnia ścieków, średnia ilość ścieków oczyszczonych według warunków pozwolenia wodnoprawnego wynosi 8000 m³/dobę, a średnia przepustowość rzeczywista 5600 m³/dobę.

### Klimat
Klimat w Śremie kształtowany jest przez masy powietrza napływające znad Oceanu Atlantyckiego. Przeważają tu zachodnie wiatry, które przynoszą nad miasto łagodne powietrze o średniej temperaturze rocznej 7–8 °C. Liczba dni mroźnych waha się od 30 do 60, dni z przymrozkami od 100 do 110. Czas trwania okresu wegetacyjnego to 200–220 dni. Opad średni wynosi około 550 mm, a czas zalegania pokrywy śnieżnej wynosi od 38 do 60 dni. Obszary wodne powodują powstawanie lokalnych wiatrów w skali dobowej.

## Historia
Śrem był po raz pierwszy wspomniany w dokumentach pisanych z 1136 jako ważny gród kasztelański o nazwie Zrem. W 1235 w czasie wojny Władysławowa Odonica z Henrykiem Brodatym udało się Władysławowi Odonicowi odzyskać podstępnie gród w Śremie. W obronie grodu zginął wówczas przebywający od lat na dworze we Wrocławiu syn wygnanego z Czech księcia dzielnicowego Dypolda, Bożywój. W 1253 Przemysł I lokował tu na lewym brzegu Warty miasto; tym samym Śrem stanowi jedną z najstarszych lokacji miejskich w Wielkopolsce, równą wiekiem Poznaniowi. W 1393 miasto przeniesiono jednak na wzniesienie na prawym brzegu, a właściwie na wyspę zwaną Kobylec, bliżej starego grodu. W XIV wieku znalazła się tu siedziba starostwa.
W późnym średniowieczu nastąpił gwałtowny rozwój miasta związany z położeniem przy szlaku łączącym Poznań z Wrocławiem i rozwojem sukiennictwa. Z 1507 roku pochodzi pierwsze świadectwo istnienia osiedla żydowskiego w Śremie. W XVII wieku skończył się okres świetności.

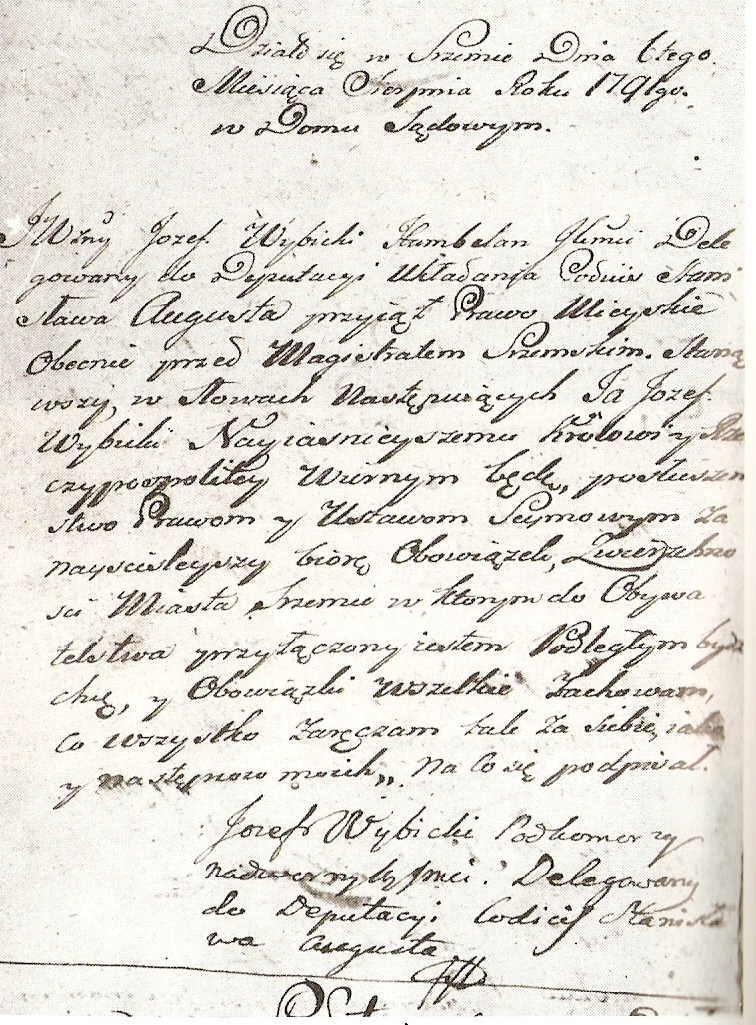
Akces do stanu mieszczańskiego, podpisany przez Józefa Wybickiego w Śremie w 1791 r.

Wiek XVII to okres wielkich klęsk, w wyniku których miasto podupadło. W latach 1653–1656 w Śremie i ziemiach okolicznych szalała epidemia dżumy, podczas której zginęło ponad tysiąc osób (a więc blisko 70% ówczesnych mieszkańców miasta). Zniszczeń dopełniło splądrowanie miasta w okresie Potopu Szwedzkiego (1655–60) oraz spalenie wielu zabudowań przez najeźdźców w 1657. W pierwszym dziesięcioleciu XVIII wieku do miasta dotarło z Poznania kolejna epidemia dżumy, w wyniku której z ponad 1300 mieszkańców przy życiu pozostało ok. 300 osób. W następnych latach miasta pojawiały się klęski żywiołowe (m.in. wielka powódź z 1736). W 1762 pożar wzniecony przez ciągnące przez miasto wojska rosyjskie strawił 105 budynków.

### Okres zaborów
W 1793 Śrem po II rozbiorze Polski znalazł się pod panowaniem Prus, jako stolica powiatu. W rok później, podczas insurekcji kościuszkowskiej znajdował się tu obóz powstańców. W 1807 Śrem znalazł się w granicach Księstwa Warszawskiego. Po kongresie wiedeńskim miasto weszło w skład Wielkiego Księstwa Poznańskiego. Administracja pruska używała jako oficjalnej niemieckiej nazwy miasta Schrimm. Mimo wieloletniej przynależności do państwa pruskiego Śrem zachował w większości polski charakter – w 1905 r. Polacy stanowili w nim 2/3 ludności, Niemcy zaś 1/4. Ochotnicze oddziały Polaków ze Śremu walczyły podczas powstania wielkopolskiego w bitwach pod Zbąszyniem, Rawiczem i Lesznem.

### II wojna światowa
W czasie II wojny światowej z miasta wysiedlono większość Polaków do Generalnego Gubernatorstwa, a w zamian sprowadzono Niemców w ramach akcji kolonizacyjnej Heim ins Reich.
W walkach o zdobycie miasta i powiatu śremskiego w drugiej połowie stycznia 1945 roku śmierć poniosło 25 żołnierzy Armii Czerwonej, których pochowano w południowo-zachodniej części placu rynkowego, gdzie wzniesiono Pomnik Wdzięczności.

### Okres powojenny
Miasto ponownie przeżyło rozkwit po II wojnie światowej. Miało to między innymi związek z oddaniem do użytku w październiku 1968 roku odlewni żeliwa, która była oddziałem Zakładów HCP, a także powstaniem osiedla mieszkaniowego Jeziorany.
Współczesne lata to między innymi dynamiczny rozwój prywatnej przedsiębiorczości, miasto należy do czołówki miast województwa wielkopolskiego najlepiej rozwijających się. Największym zakładem jest Odlewnia Żeliwa Śrem S.A. produkująca odlewy do silników okrętowych, obrabiarek, motoryzacji i armatury przemysłowej. W mieście mają siedzibę firmy o kapitale polskim i zagranicznym: transportu międzynarodowego, stolarki budowlanej, meblowej i konfekcji. W 1995 Śrem otrzymał najwyższe wyróżnienie – I nagrodę w konkursie organizowanym przez Radę Ekologiczną przy Prezydencie RP i uznany został za najbardziej ekologiczną gminę w Polsce w kategorii gmin miejsko-wiejskich. Z kolei w 2000 gmina otrzymała nominację w konkursie „Przyjaźni środowisku”. W 1999 Śrem stał się miastem powiatowym, a w 2000 w mieście powstał oddział zamiejscowy Uniwersytetu im. A. Mickiewicza w Poznaniu, zamknięty w roku 2015.

## Architektura

### Zabytki

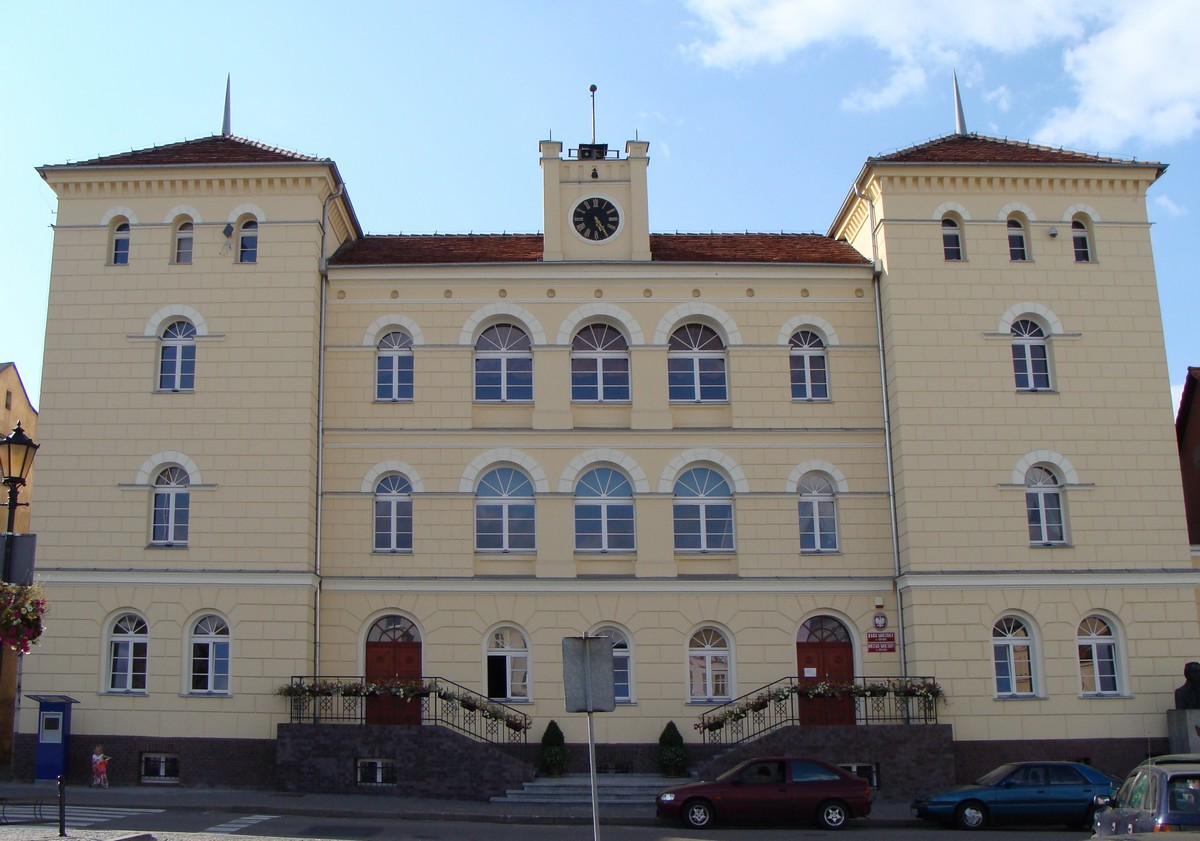
Zabytkowy Ratusz miejski (1836-1838)

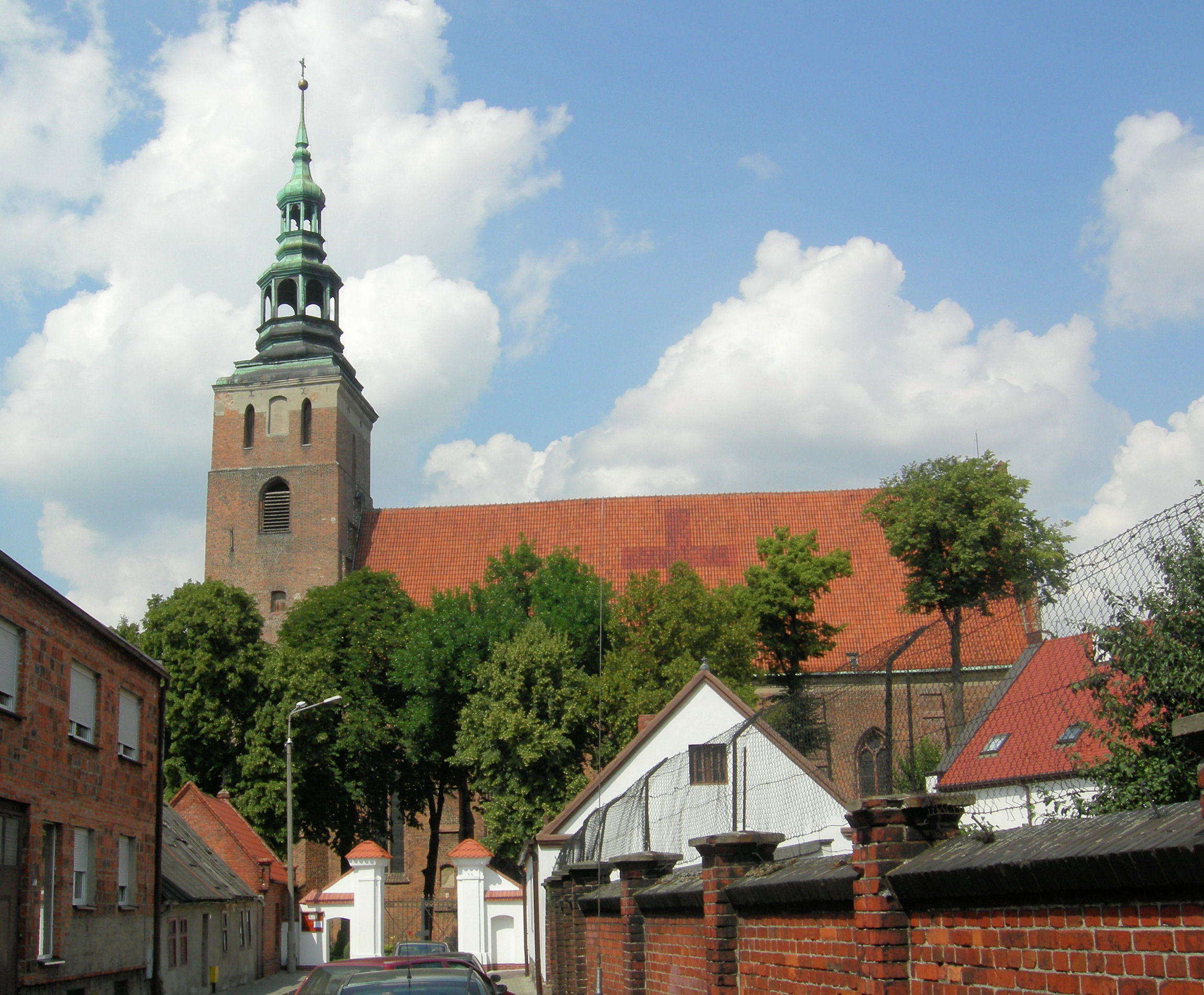
Kościół Wniebowzięcia NMP

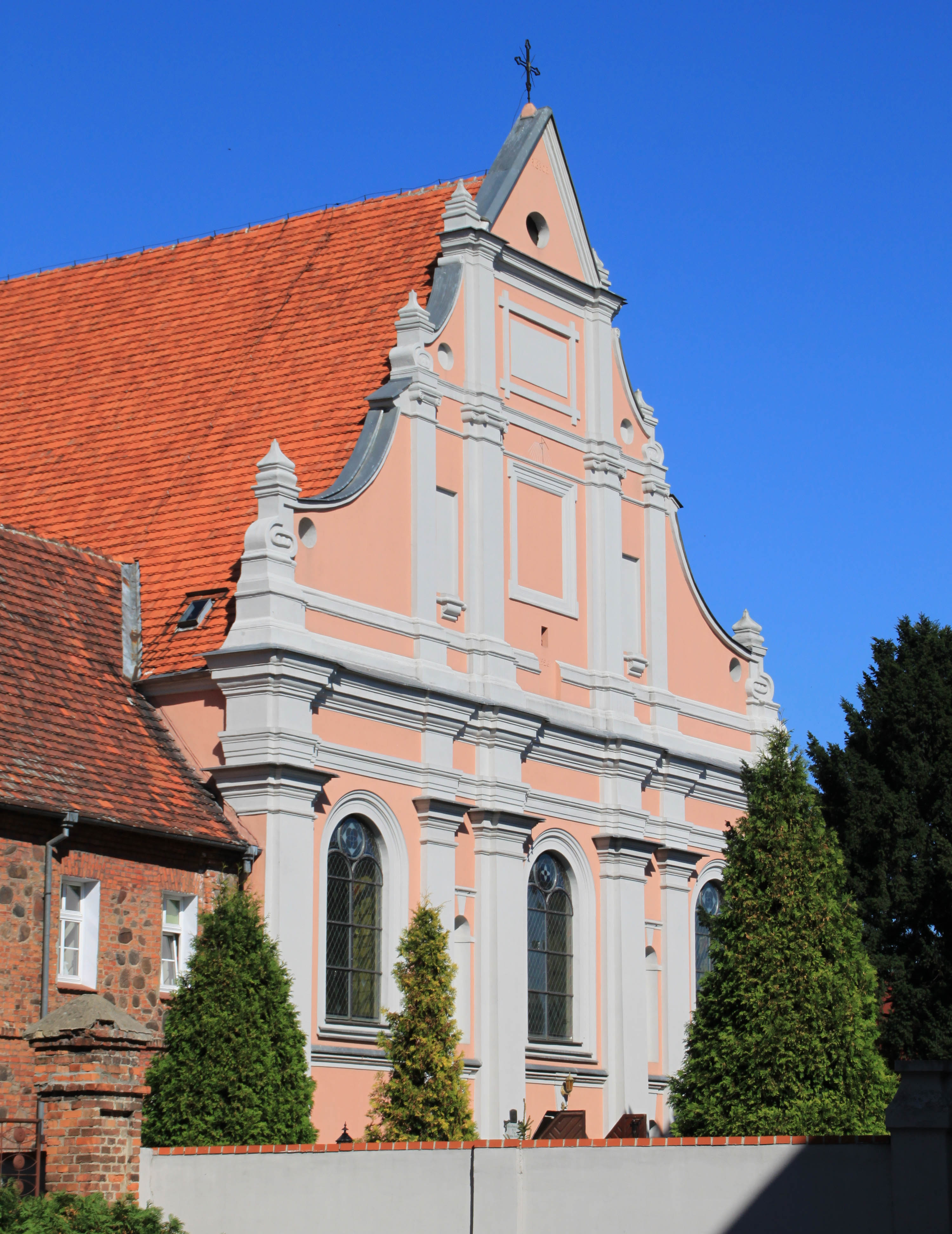
Pofranciszkański kościół Narodzin NMP

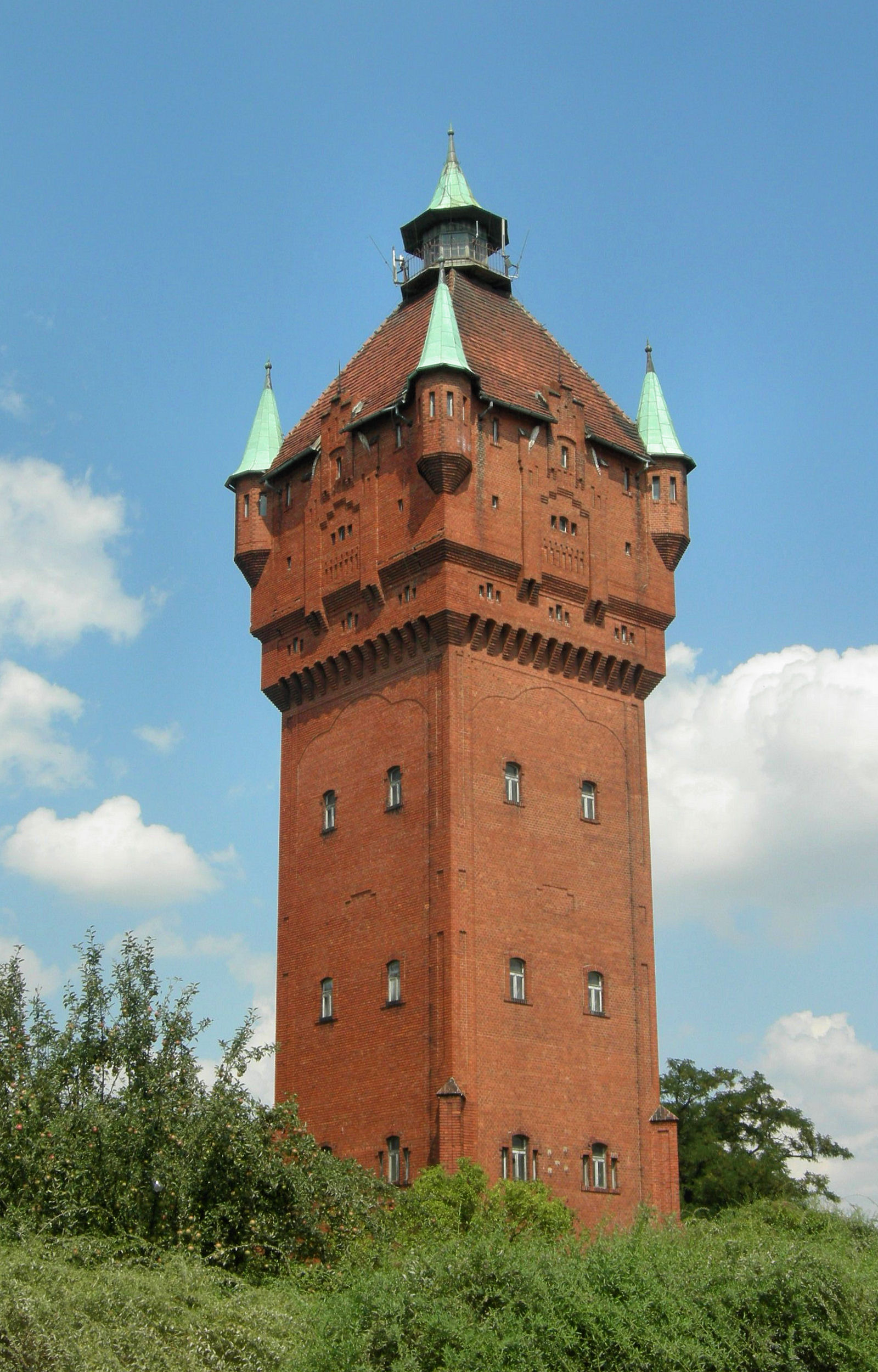
Wieża ciśnień (1909)

Lista śremskich zabytków chronionych prawem:
- Rynek – plac 20 Października to śremski rynek nazwany na cześć 19 śremian rozstrzelanych w tym dniu w 1939 roku. Przypomina o tym tablica pamiątkowa, projektu Józefa Berdyszaka z 1946 znajdująca się w miejscu egzekucji w centrum placu. Rynek jest prostokątnym placem (160 × 90 m) wytyczonym w XVI wieku. W 1393 rynek sięgał aż do kościoła farnego. Od średniowiecza do 1970 przez środek placu przebiegał główny szlak komunikacyjny prowadzący przez miasto, znajdował się również dworzec autobusowy komunikacji PKS i miejskiej. Dzisiejszą zabudowę pierzei rynkowych stanowią kamienice głównie z XIX wieku, których fasady nawiązują do elementów renesansu i baroku. Najstarszym budynkiem jest narożnikowa kamienica z 1827 (ul. Kościuszki 1). W narożniku rynku wznosi się kapliczka z figurką Matki Boskiej z Dzieciątkiem z 1841. W 2008 rynek został przebudowany przy współpracy z konserwatorem zabytków, zabytkiem są historyczne założenie urbanistyczne miasta.
- Ratusz – śremski ratusz z 1838 jest najbardziej okazałą budowlą przy śremskim rynku. Gmach nawiązuje do klasycyzmu i wczesnego renesansu włoskiego. Nad 3-kondygnacyjnym budynkiem góruje zegarowa wystawka z 1876.
- Kościół Najświętszej Marii Panny Wniebowziętej – Późnogotycki kościół zwieńczony 62-metrową wieżą. Źródła za datę wybudowania świątyni podają 1393 rok, wieża została dobudowana później. Do wnętrza kościoła należy m.in. ołtarz główny z 1892 roku, a w nim kopia obrazu Tycjana Wniebowzięcie Najświętszej Marii Panny z tego samego okresu, przy kościele zabytkowy cmentarz.
- Plebania przy Farnej 17 – przy ulicy Farnej 17 wznoszą się budynki zespołu kościelnego: plebania, organistówka – jeden z niewielu zachowanych domów szczytowych konstrukcji szkieletowej z początku XIX wieku oraz neogotycka wikaryjka z 1889. Tuż za nimi dawna kaplica szpitalna i lazaret wojskowy z 1862, który w 1930 został przebudowany na szpital powiatowy, a od 1990 mieści się w nim Dom Opieki Społecznej.
- Gimnazjum – przy ulicy Poznańskiej 11 wznosi się okazały ceglany gmach dawnego gimnazjum z 1869, dzisiaj Liceum Ogólnokształcące im. Generała Józefa Wybickiego. To jedna z najstarszych szkół w Wielkopolsce. Absolwentami tej szkoły byli m.in. ksiądz Piotr Wawrzyniak, prof. Heliodor Święcicki, Antoni Kalina, Teodor Jeske-Choiński. Przed szkołą znajduje się głaz narzutowy z tablicą upamiętniającą stacjonowanie w tym budynku w 1939 sztabu Wielkopolskiej Brygady Kawalerii.
- Zespół poklasztorny franciszkanów – po prawej stronie Liceum znajduje się zespół poklasztorny franciszkanów otoczony wysokim murem z dwoma barokowymi bramkami z 1770. Zespół powstał na przełomie XVII i XVIII wieku, składa się z kościoła pod wezwaniem Narodzenia Najświętszej Marii Panny i dawnego klasztoru franciszkanów W skład barokowego i rokokowego wyposażenia wchodzą: ołtarz główny z obrazem Adoracji Matki Boskiej z Dzieciątkiem przez dwóch franciszkanów z XVIII wieku, stalle w prezbiterium. Zabudowania klasztorne złożone są z trzech skrzydeł kryjących kwadratowy wirydarz. W krużganku znajduje się tablica poświęcona ojcu Hieronimowi Gruszeckiemu. W ostatnich latach wnętrze i elewacja kościoła zostały odnowione, obecnie przebudowywany jest mur otaczający zespół.
- Kościół Świętego Ducha – późnogotycki kościół z 1614, przebudowany został w 1840 gdy znalazł się w rękach protestantów. Wnętrze kościoła pochodzi z okresu przebudowy z charakterystycznymi balkonami dla zborów ewangelickich. W ołtarzu głównym duży manierystyczny krucyfiks z około 1630.
- Wieża ciśnień – przy ulicy Mickiewicza, projektu Ksawerego Geislera z 1909 roku o wysokości 43,7 metrów, przypomina gotyckie baszty obronne. Dawniej w tym miejscu stał do XVII wieku kościół św. Mikołaja, który był pierwszą świątynią w mieście.
- Budynek – Przy ul. ks. Piotra Wawrzyniaka 3, zwieńczony barokowym szczytem z ok. 1910. Wśród dekoracji znajduje się tablica wmurowana projektu Władysława Marcinkowskiego z 1933 upamiętniająca ks. Piotra Wawrzyniaka. Obecnie znajduje się w nim Spółdzielczy Bank Ludowy im. ks. Piotra Wawrzyniaka.
- Starostwo powiatowe – reprezentacyjny budynek z portalem wejściowym, nawiązujący do renesansu holenderskiego powstały w 1904. Gmach zaprojektował Paul Pitt, architekt znany z licznych realizacji na poznańskich Jeżycach.
- Zespół poklasztorny Klarysek – składający się z barokowej kaplicy Matki Boskiej Wniebowziętej i poklasztornego budynku z XVIII wieku, w przeszłości na tym miejscu znajdowała się siedziba klasztoru franciszkanów sprowadzonych do miasta w 1261, następnie od 1623 żeńskiego zakonu klarysek, a od 1855 zakonu jezuitów, obecnie znajduje się w nim Zakład Pielęgnacyjno-Opiekuńczy.
- Cmentarz staromiejski na Górczynie – znajdują się na nim pomniki Powstańców Wielkopolskich, pomniki bohaterów Wiosny Ludów, I i II wojny światowej.
- Zespół koszarowy – zbudowany w latach 1902–1903, w skład wchodzą: koszary, budynki zaplecza, ujeżdżalnia, internat oraz wille oficerskie.
- Zabytkowe kamienice – znajdują się przy ul. Kościuszki 2, ul. Kościuszki 10 z 1892, ul. Marciniaka 2 z początku XX wieku z szachulcowym budynkiem gospodarczym z 1911, ul. Matuszewskiego 2 z 1931,
- Budynki Bractwa Kurkowego – obecna kręgielnia (dawniej strzelnica), świetlica oraz budynek administracyjny.
- Budynek odlewni żeliwa wybudowany w latach 1925–1929, obecnie część budynku przekształcona na market.
- Grodzisko średniowieczne – Rejestr NID – numer rejestru – 43 z 1957-05-04; 44/Wlkp/C z 2008-12-12 (stanowisko 7)

### Inne obiekty zabytkowe

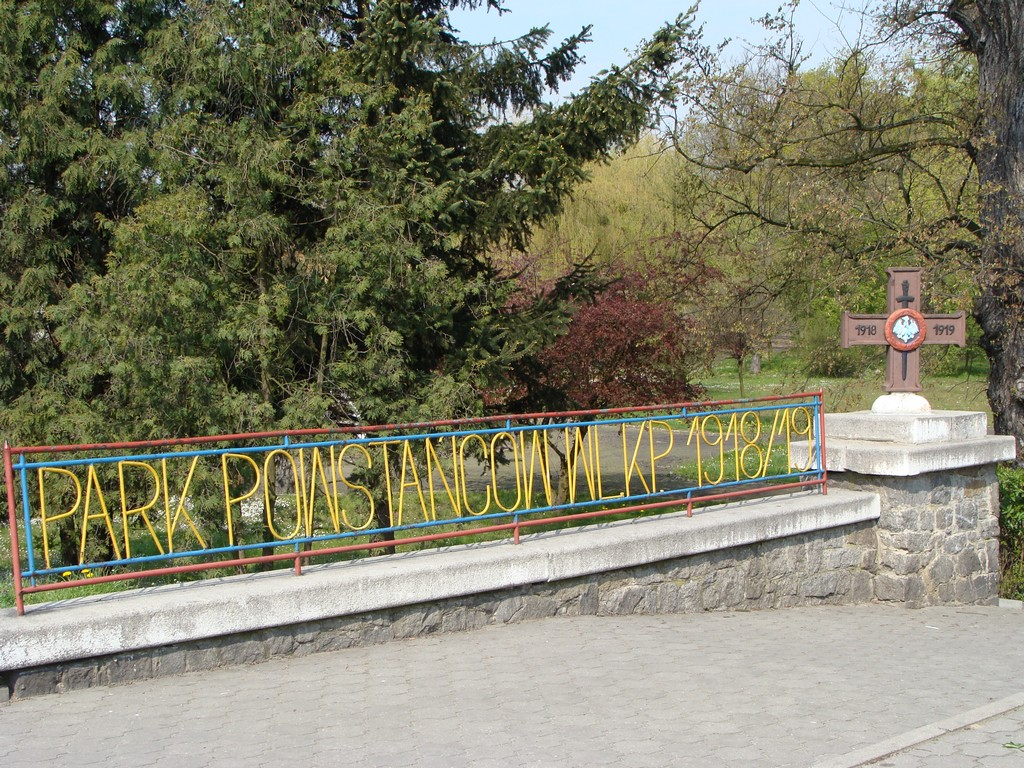
Park im. Powstańców Wielkopolskich 1918–1919

Zabytkami znajdującymi się w gminnej ewidencji zabytków są:
- Park Miejski im. Powstańców Wielkopolskich 1918–1919 – został założony w 1888, w nim znajdują się m.in.:
  - Pomnik Powstańców Wielkopolskich – „Dobosz”.
  - Grodzisko – najstarsze miejsce związane z nazwą Śrem. Gród znajdujący się w tym miejscu wspomina „złota bulla” papieża Innocentego II z 1136.
  - Pomnik Żołnierza Polskiego – projektu Krzysztofa Kończewskiego z 1988.
- Gimnazjum – nr 2 przy ulicy Szkolnej (niedaleko skrzyżowania z Piłsudskiego) projektu Bruno Runge z 1916.
- Landratura – przy ulicy Mickiewicza z końca XIX wieku, obecnie Komenda Powiatowa Policji.
- Budynek Ośrodka Reumatologicznego – modernistyczny budynek z 1907 architektury Japp nawiązujący do stylu gotycko-renesansowego, dawniej znajdował się w nim zakład dla ubogich, obecnie jest siedzibą Poznańskiego Ośrodka Reumatologicznego – placówką specjalistyczną zajmującą się rehabilitacją w dziedzinie reumatologii i ortopedii.

### Parki
- Park Miejski im. Powstańców Wielkopolskich 1918–1919 – przy ulicy Poznańskiej: zabytkowe drzewa, głazy narzutowe, liczne pomniki, wewnątrz parku ogródek jordanowski oraz stadion miejski, powstał w 1888 roku, obszar to ok. 46 ha.
- Miejski Park Ekologiczny im. Włodzimierza Puchalskiego – usytuowany między ulicami: Kilińskiego, Sikorskiego a aleją Solidarności, powstał 8 listopada 1995 roku, obejmuje obszar ok. 22 ha, zadrzewienie stanowią: klony zwyczajne, dęby szypułkowe, lipy drobnolistne, wierzby szare, topole czarne, jawory, olsze czarne, jesiony wyniosłe, brzozy, buki, graby, wiązy; w centrum parku położone jest niewielkie oczko wodne, według tradycji ma ono podwójne dno; na terenie parku znajduje się użytek ekologiczny „Bagienko” o powierzchni 4,82 ha.
- Park Odlewnika – zajmujący obszar pomiędzy ulicami: Grunwaldzką, Staszica, Chłapowskiego i I Maja; służy jako teren zielony oddzielający Odlewnię Żeliwa od osiedla Jeziorany, powierzchnia parku – 7,16 ha; w parku znajdował się zabytkowy cmentarz[31].
- Park 750-lecia – usytuowany między ulicami: aleja Solidarności i Kopernika oraz Szkołą Podstawową nr 6; oddziela osiedle Helenki Wysokie od osiedla Słoneczne Wzgórze; jest najmłodszym parkiem w Śremie utworzonym z okazji 750-lecia lokacji miasta, centralną aleją w parku jest aleja Jana Pawła II, otoczona 14 dębami (liczba encyklik papieża Jana Pawła II).

### Obiekty sakralne
Lista kościołów w Śremie:

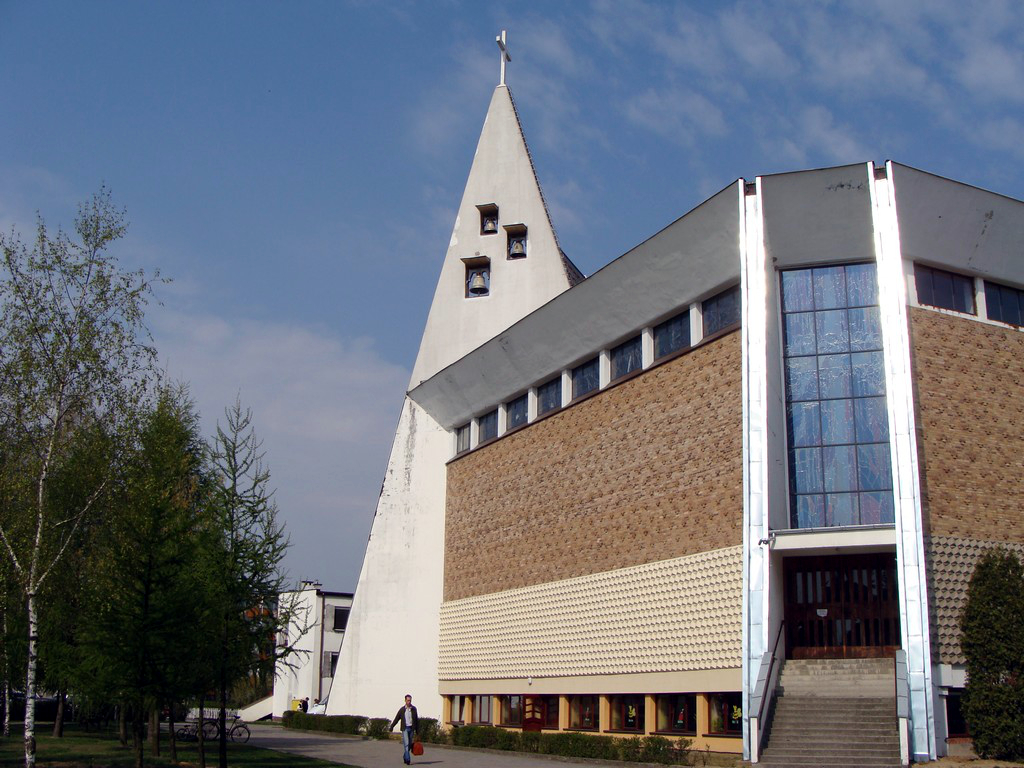
Kościół parafialny pw. Najświętszego Serca Jezusa

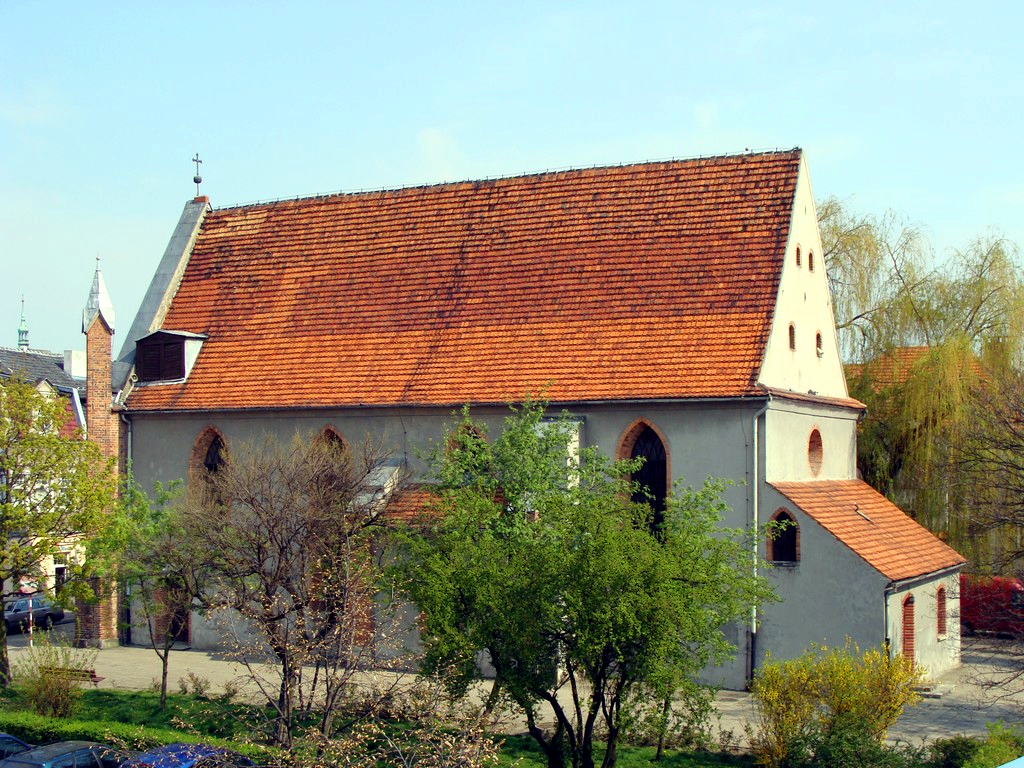
Kościół św. Ducha (1614)

- Kościół rzymskokatolicki pw. Najświętszego Serca Jezusa. Zbudowany w latach 1978–1988. Projektantem jest Aleksander Holas, a głównym budowniczym, a zarazem pierwszym proboszczem był ks. kanonik Bogdan Elegańczyk. Przed kościołem znajduje się pomnik ks. Piotra Wawrzyniaka (proj. Krzysztof Jakubik) odsłonięty w 2000[33]. Znajduje się przy ulicy Kilińskigo. Od 2007 roku świątynia jest w remoncie[34].
- Kościół rzymskokatolicki pw. NMP Wniebowziętej. Późnogotycki, zwieńczony 62-metrową wieżą. Prawdopodobną datą powstania jest 1393[29]. Znajduje się przy ulicy Farnej.
- Pofranciszkański Kościół rzymskokatolicki pw. Narodzenia Najświętszej Panny. Wchodzi w skład zespołu pofranciszkańskiego. Należy do parafii Najświętszej Marii Panny Wniebowziętej. Znajduje się przy ulicy Poznańskiej.
- Kościół rzymskokatolicki pw. Ducha Świętego. Późnogotycki, zbudowany w 1614, znajduje się przy ulicy Wyszyńskiego.
- Kościół filialny św. Ignacego Loyoli.
- Kościół rzymskokatolicki pw. Błogosławionego Michała Kozala. Znajduje się przy ulicy Malczewskiego.
- Kościół rzymskokatolicki pw. św. Jana z Dukli. Kościół wojskowy znajduje się przy ul. Sikorskiego.
- Świątynia Mądrości Bożej. Budowa rozpoczęła się w 2013 r. i zakończyła się w 2017 r. Znajduje się przy ul. 1 Maja.

## Demografia

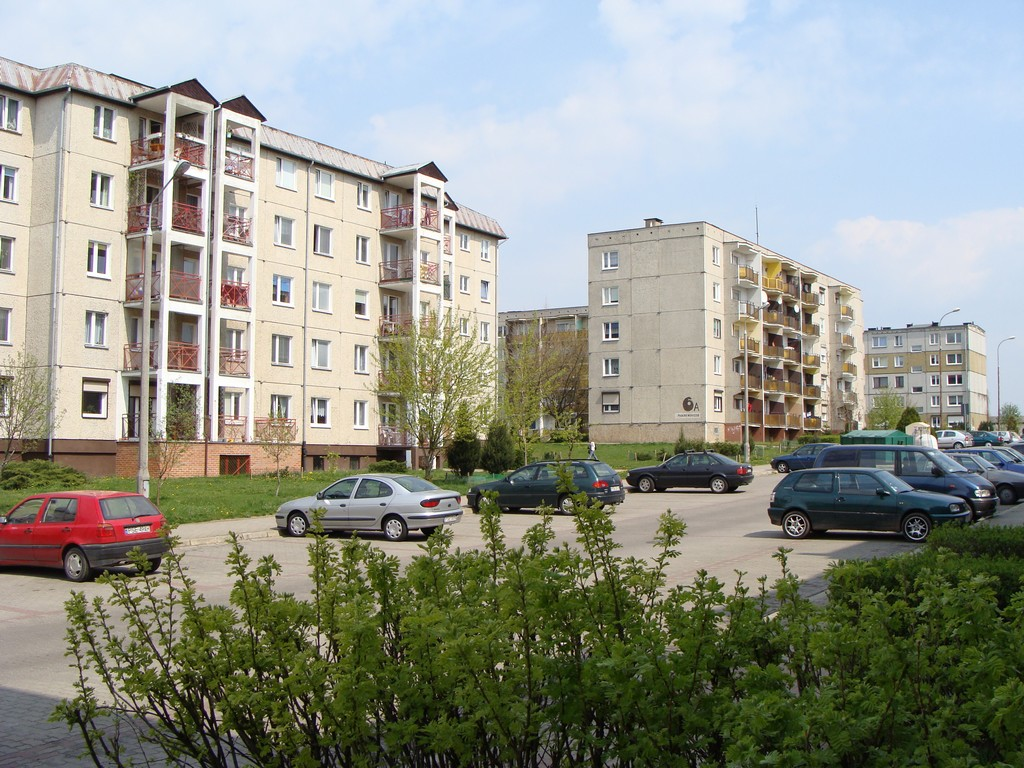
Osiedle Helenki Wysokie

Struktura demograficzna mieszkańców Śremu według danych z 31 grudnia 2009:

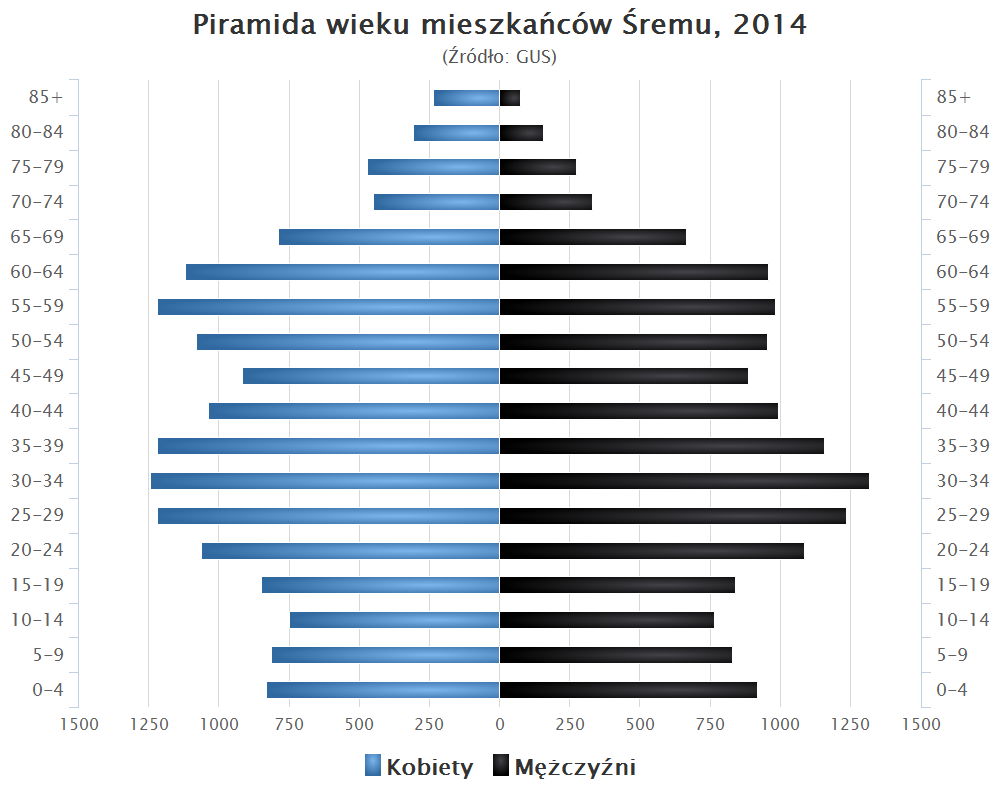
Piramida wieku mieszkańców Śremu w 2014 roku

| Opis                                | Ogółem | Ogółem | Kobiety | Kobiety | Mężczyźni | Mężczyźni |
| ----------------------------------- | ------ | ------ | ------- | ------- | --------- | --------- |
| Jednostka                           | osób   | %      | osób    | %       | osób      | %         |
| Populacja                           | 29 924 | 100    | 15 609  | 52,16   | 14 315    | 47,84     |
| Wiek przedprodukcyjny (0–17 lat)    | 4682   | 15,65  | 2274    | 7,6     | 2408      | 8,05      |
| Wiek produkcyjny (18–65 lat)        | 21 010 | 70,21  | 10 299  | 34,42   | 10 711    | 35,79     |
| Wiek poprodukcyjny (powyżej 65 lat) | 4232   | 14,14  | 3036    | 10,15   | 1196      | 4         |

## Gospodarka

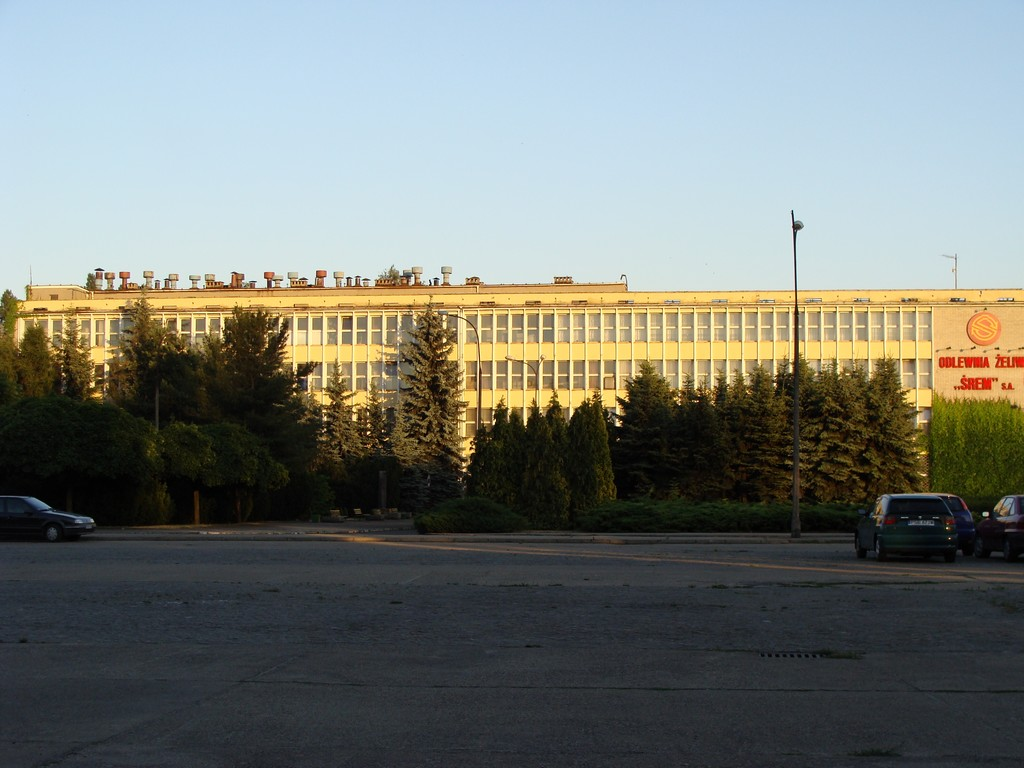
Odlewnia Żeliwa „ŚREM” S.A

### Potencjał gospodarczy
W mieście potencjał gospodarczy stanowią głównie podmioty sektora prywatnego (97,05%). Na potencjał składają się przedsiębiorstwa:
- małe (95,20%)
- średnie (3,78%)
- duże (1,02%)

Najwięcej podmiotów gospodarczych prowadzi działalność handlową i usługową. Pozostałe zajmują się rolnictwem, łowiectwem i leśnictwem oraz obsługą nieruchomości, budownictwem i przemysłem. Największym przedsiębiorstwem i zatrudniającym najwięcej pracowników jest Odlewnia Żeliwa „Śrem” SA.

### Śremski Park Inwestycyjny
W Śremie znajduje się część Śremskiego Parku Inwestycyjnego. ŚTP to tereny przygotowane przez gminę w celach inwestycyjnych. Ich łączna powierzchnia wynosi 30 ha. Podzielony jest na dwa obszary: Wschodni (pomiędzy ulicami: Rolną, Gostyńską) i Zachodni (pomiędzy ulicami: Grunwaldzką, Staszica, 750-lecia). Śremski Park Inwestycyjny jest włączony do Wałbrzyskiej Specjalnej Strefy Ekonomicznej.

### Handel
Głównym obiektem handlowym w Śremie jest targowisko miejskie mieszczące się między ulicami: Grunwaldzką, Kilińskiego i Długą. Przy nim znajdują się hala targowa, pasaże, w tym jeden przy ulicy Długiej. Miejscem handlowym w Śremie jest Starówka, głównie przy placu 20 Października, ul. Kościuszki i ul. Wyszyńskiego. Pasaże handlowe znajdują się również przy ulicach Chopina, Moniuszki, Chłapowskiego 3. Galerie handlowe znajdują się również przy ul. 1 Maja oraz ul. Chłapowskiego (Stary Targ). Dużą rolę handlową w mieście pełni szereg marketów i supermarketów.

## Infrastruktura i transport
Zadania związane z zaopatrzeniem mieszkańców miasta w wodę i odprowadzaniem ścieków zajmuje się spółka komunalna Przedsiębiorstwo Wodociągów i Kanalizacji w Śremie, które jest własnością Gminy Śrem. W mieście znajduje się największa stacja uzdatniania wody należąca do spółki, której dobowa zdolność produkcyjna wynosi 10 000 m³. W Śremie znajduje się również największa oczyszczalnia ścieków w gminie. Może ona przyjąć 8000 m³ ścieków na dobę i obsługuje wszystkich mieszkańców miasta.
Przez Śrem przebiega linia napowietrzna, rozdzielcza wysokiego napięcia 110 kV relacji Września – Środa Wielkopolska – Śrem – Leszno. Obszar miasta, jak i gminy zasilany jest przez dwie stacje energetyczne (węzły sieci wysokiego napięcia) znajdujące się przy Odlewni Żeliwa oraz na osiedlu Helenki.
Śrem objęty jest siecią gazową gminy Śrem. Głównym producentem ciepła dla miasta jest Przedsiębiorstwo Energetyki Cieplnej w Śremie S.A. Przez obszar miasta przebiegają pasy ochronne linii radiowych relacji:
- Poznań (Piątkowo) – Góra koło Śremu – Domachowo,
- Góra koło Śremu – Żerków.

Służą one do przesyłania programów radiowo-telewizyjnych.

### Transport drogowy

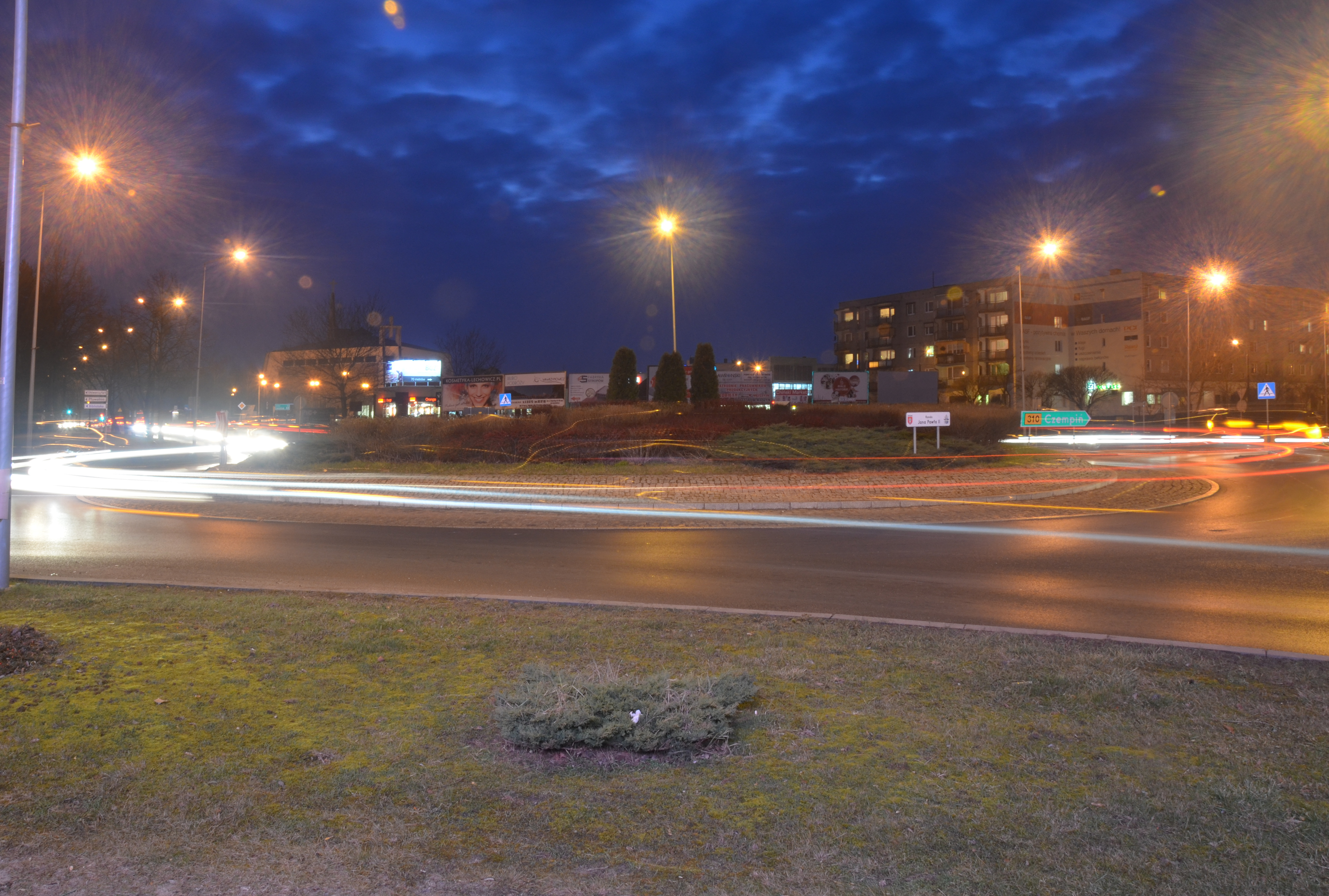
Rondo Jana Pawła II

Przez miasto przebiegają drogi, którymi można dojechać do dróg krajowych i autostrady:
- droga wojewódzka nr 310: Śrem – Czempiń – Głuchowo (droga ekspresowa nr S5).
- droga wojewódzka nr 432: Leszno (droga ekspresowa nr S5, droga krajowa nr 12) – Osieczna – Krzywiń – Śrem – Zaniemyśl – Środa Wielkopolska (droga krajowa nr 11) – Września (autostrada A2, droga krajowa nr 92).
- droga wojewódzka nr 434: Kleszczewo (droga ekspresowa nr S5) – Kórnik (droga ekspresowa nr S11) – Śrem – Dolsk – Gostyń (droga krajowa nr 12) – Krobia – Rawicz (droga ekspresowa nr S5, droga krajowa nr 36).
- droga wojewódzka nr 436: Śrem – Książ Wielkopolski – Klęka (droga krajowa nr 11, droga krajowa nr 15).

Od 2007 roku uruchomiono obwodnicę miasta dla drogi nr 434, skierowano na nią również ruch samochodów ciężarowych powyżej 10 ton dla dróg nr 310 i 432. Ograniczono zatem ruch pojazdów w centrum miasta. Dnia 19 grudnia 2008 otwarto rondo jako skrzyżowanie ulic Kilińskiego, Powstańców Wielkopolskich i Sikorskiego, natomiast w listopadzie 2009 rondo (Kilińskiego/Mickiewicza/Kolejowa).

#### Zbiorowy transport publiczny

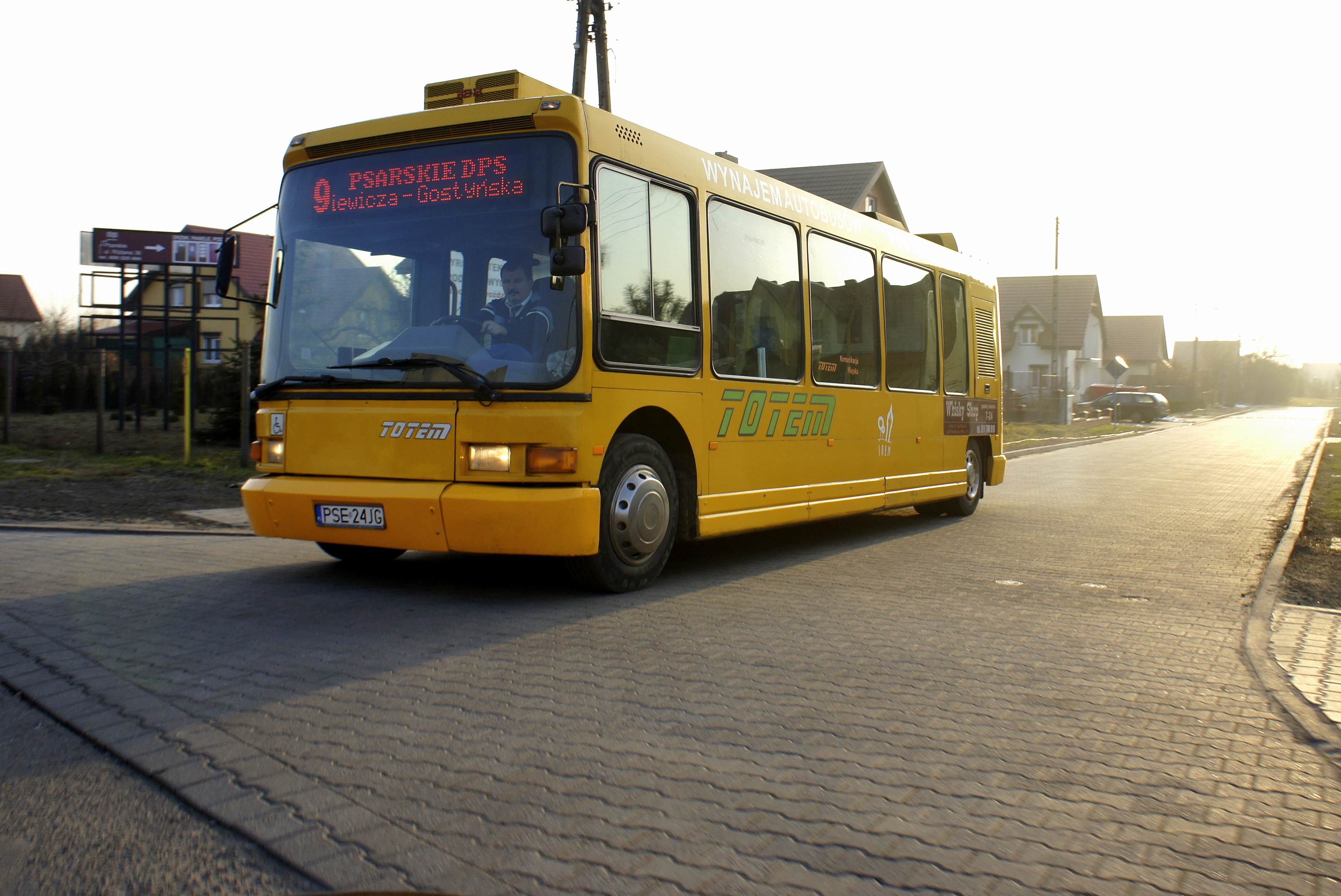
Autobusy marki DAB model 0860

Komunikacja w Śremie składa się z 17 linii autobusowych, swoim zasięgiem obejmuje również okoliczne wsie. Obsługę linii wykonuje prywatny przedsiębiorca. Komunikacja miejska jest bezpłatna.

##### Przewozy autobusowe dalekobieżne
Dworzec autobusowy znajduje się przy ul. Powstańców Wielkopolskich 4.
Komunikacją autobusową można dojechać do stolic sąsiednich powiatów: Kościana, Leszna, Gostynia oraz miast powiatu śremskiego: Dolska i Książa Wielkopolskiego. Najwięcej kursów jest do stolicy Wielkopolski Poznania przez miejscowości z atrakcjami turystycznymi, takie jak: Kórnik, Mosina, Brodnica, Rogalin, Zaniemyśl, Manieczki.
Usługi transportowe na trasie Dolsk – Śrem – Kórnik – Poznań prowadzi również prywatne przedsiębiorstwo.

##### Transport kolejowy
Przez Śrem przebiega linia kolejowa nr 369 Czempiń – Śrem – Mieszków, która obecnie nie jest wykorzystywana w ruchu pasażerskim. Planowane jest uruchomienie połączeń w ramach Poznańskiej Kolei Metropolitalnej.

### Transport lotniczy
W 2013 przy ul. Chełmońskiego oddano do użytku sanitarne lądowisko śmigłowcowe.

## Kultura

### Muzeum Śremskie

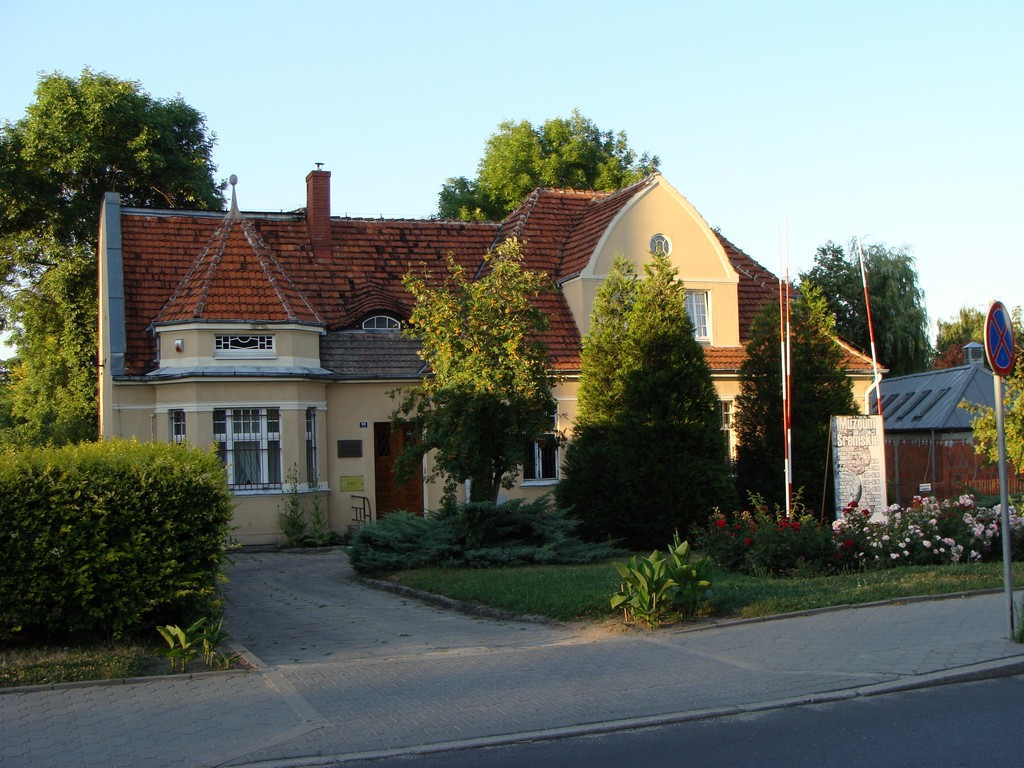
Muzeum Śremskie

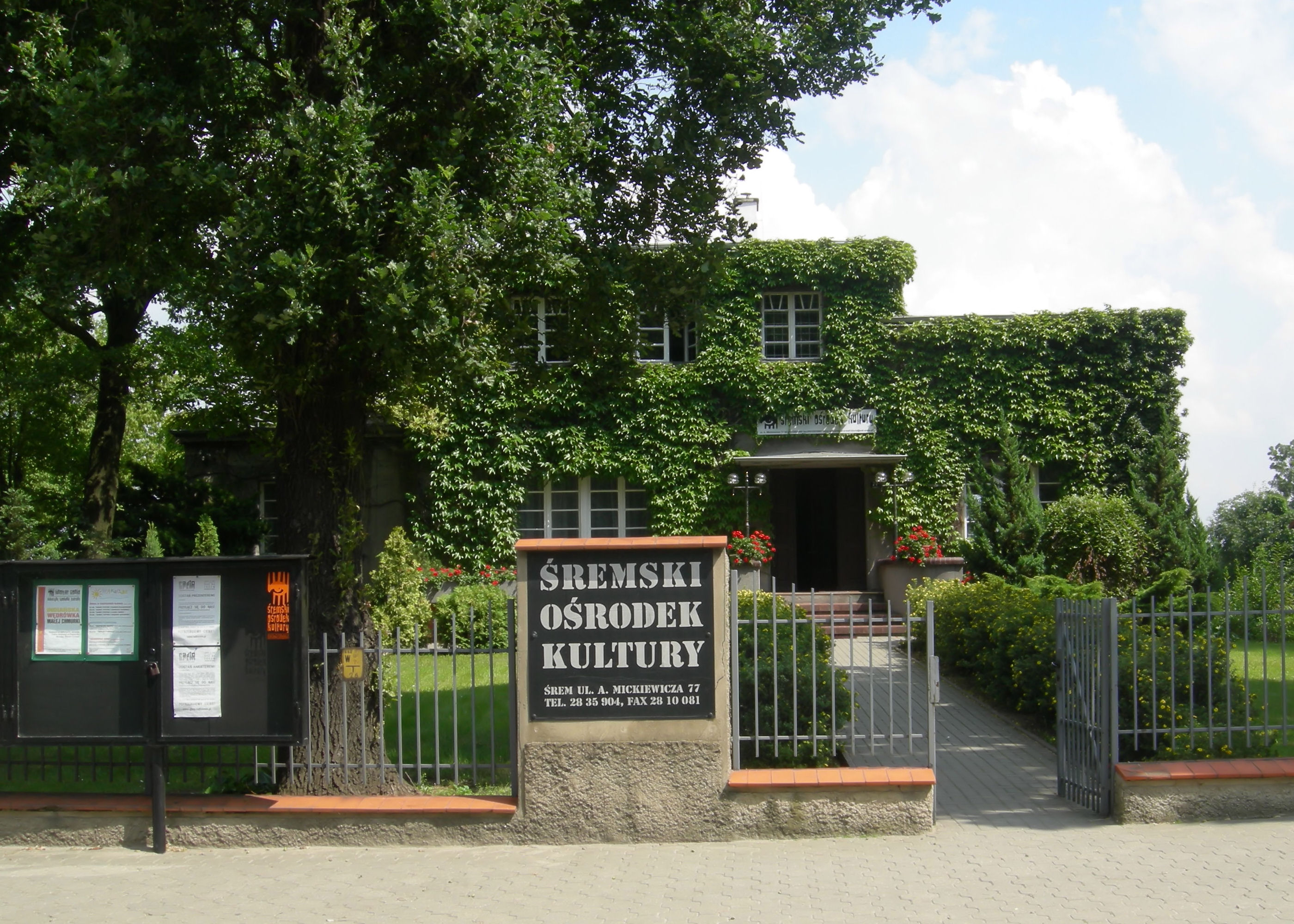
Śremski Ośrodek Kultury

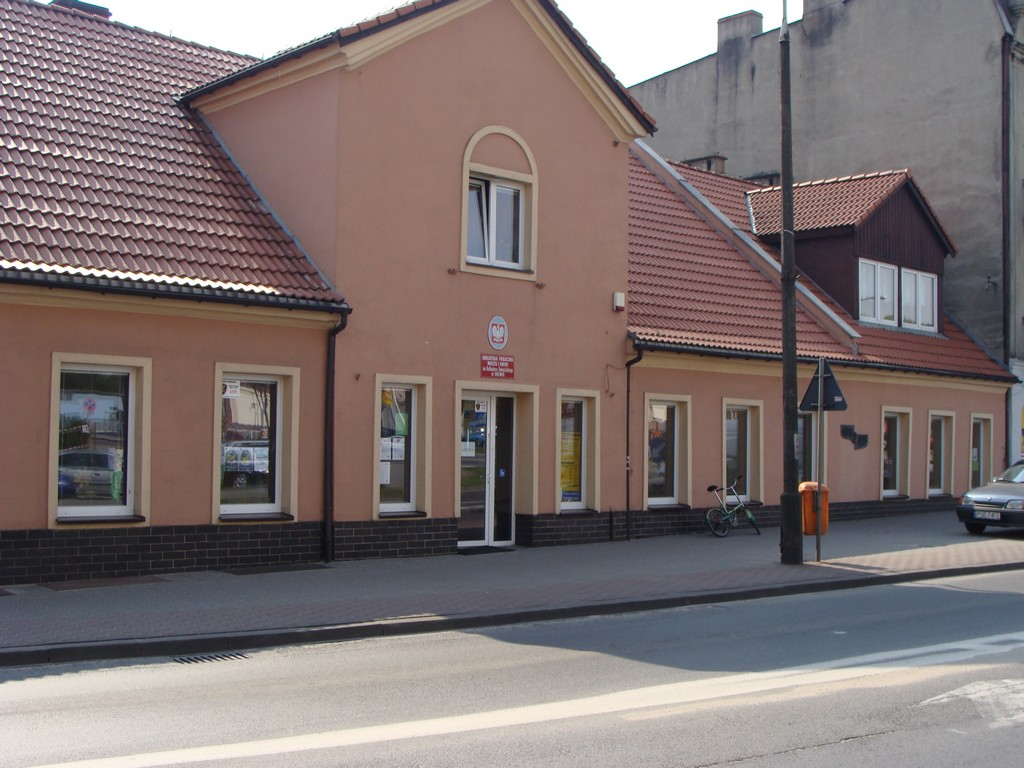
Biblioteka Publiczna w Śremie, Filia przy Moście, ul. Kilińskiego 2

Muzeum Śremskie znajduje się przy ulicy Mickiewicza 89.

### Śremski Ośrodek Kultury
Śremski Ośrodek Kultury znajduje się przy ulicy Mickiewicza 77. Zaprasza na gościnne występy grup teatralnych i estradowych, prowadzi stałe zajęcia ze studium plastyki i tańca oraz warsztaty recytatorskie, patronuje młodzieżowym zespołom wokalnym i chóralnym.
Organizuje wakacyjne kino objazdowe na plaży nad Jeziorem Grzymisławskim oraz na śremskim rynku, imprezy dla dzieci (bale, mikołajki), Mistrzostwa Śremu w grach podwórkowych, przeglądy zespołów rockowych.

### Imprezy kulturalne
Lista cyklicznych imprez kulturalnych odbywających się w Śremie:
- Przegląd Piosenki Religijnej „Śremsong (maj) – ogólnopolski przegląd piosenki religijnej, odbywa się od 1991 roku[48], konkurs piosenki religijnej i kanonów, bluesa i reggae,
- Dni Śremu (czerwiec) – pełne rozrywki i zabaw oraz rozgrywek sportowych imprezy, miejsce prezentacji atrakcji kulturalnych, występów muzycznych gwiazd z Polski i zagranicy,
- Festiwal Pieśni Patriotycznej Powiatu Śremskiego (październik)
- Strzelanie bractwa kurkowego (czerwiec) – o tytuł króla kurkowego, w lipcu organizowane jest strzelanie rocznicowe, a w sierpniu o tytuł króla żniwnego[46],

W mieście działa też Śremskie Stowarzyszenie Przyjaciół Teatru, organizujące wyjazdy do teatrów i zapraszające zespoły teatralne, które wystawiają spektakle w Śremie.

### Kinoteatr Słonko
Kinoteatr Słonko znajduje się przy ulicy Poznańskiej. Odbywają się nim projekcje nowości kinowych w weekendy, spotkania tutaj mają również uczestnicy Dyskusyjnego Klubu Filmowego (DKF).

### Biblioteka Publiczna im. Heliodora Święcickiego w Śremie
Siedziba Biblioteki mieści się w Śremie przy ul. Grunwaldzkiej 10. Biblioteka posiada filie: w Śremie Filia Przy Moście – ulica Kilińskiego 2 oraz cztery filie na terenie gminy w Niesłabinie, Wyrzece, Błociszewie oraz Pyszącej.
Na podstawie porozumienia pomiędzy Zarządem Powiatu w Śremie a Burmistrzem Śremu Biblioteka Publiczna w Śremie wykonuje również zadania powiatowej biblioteki publicznej.
Organizuje m.in.: zajęcia kulturalne i edukacyjne np. comiesięczne spotkania tematyczne realizowane w ramach projektu Uniwersytet Ludzi Ciekawych Świata.

## Oświata

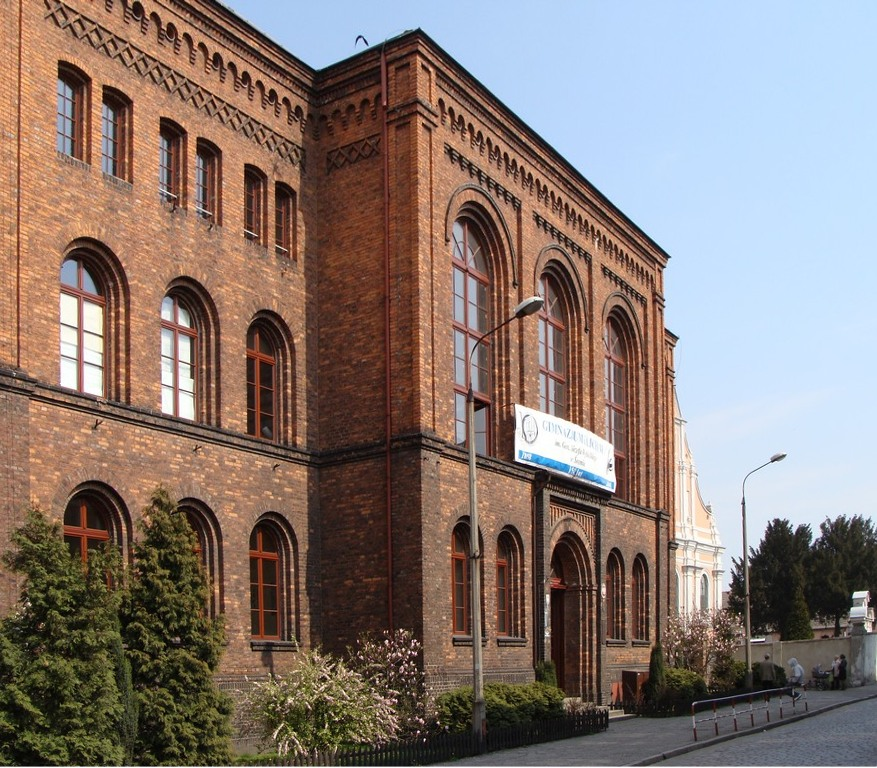
Liceum Ogólnokształcące

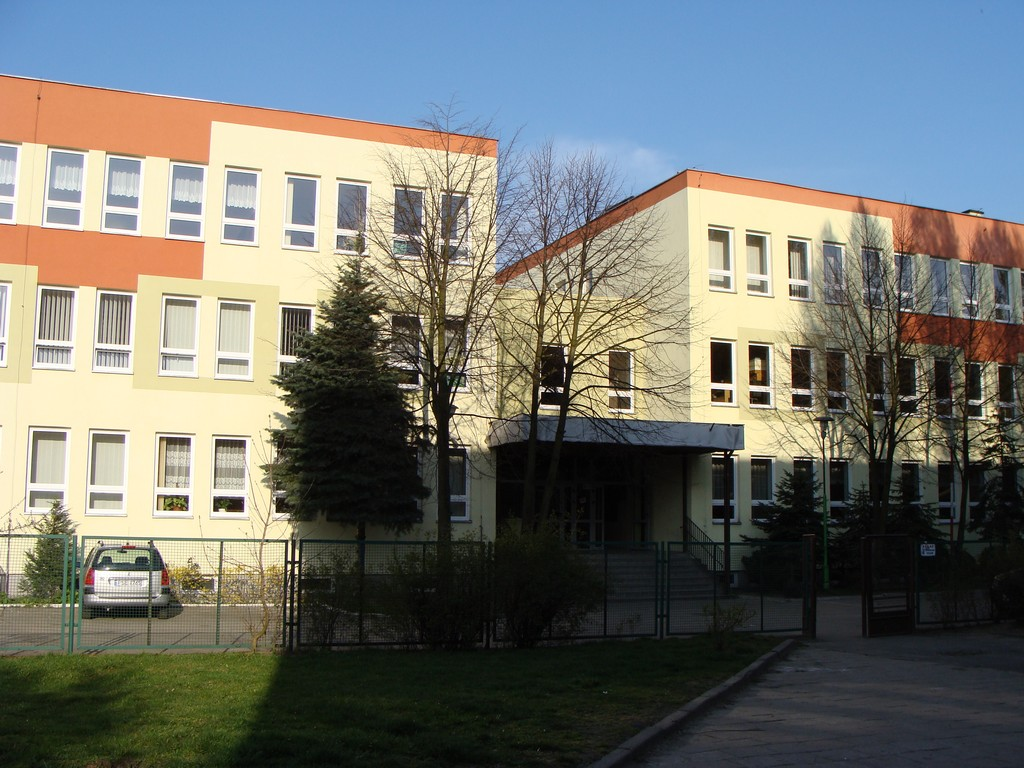
Gimnazjum nr 1

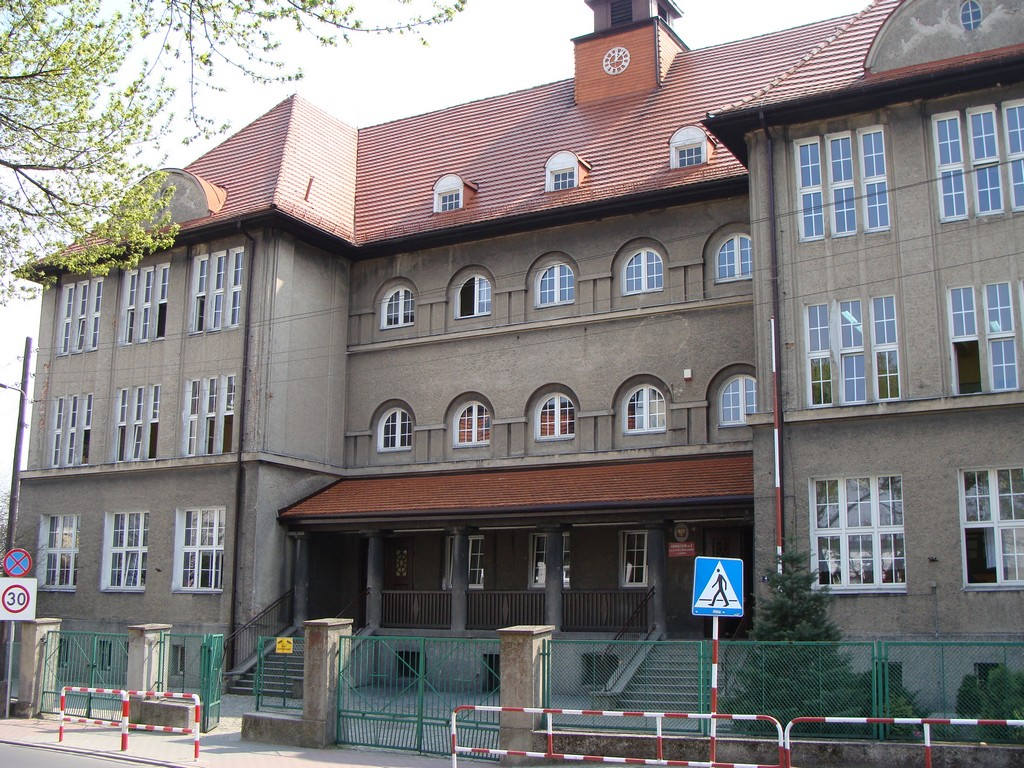
Gimnazjum nr 2

W Śremie znajduje się 8 przedszkoli; według danych z 2009 roku w przedszkolach zapisanych było 1179 dzieci (w tym 322 sześcioletnich) w 49 oddziałach. Najstarszym z nich jest prowadzone przez Zgromadzenie Sióstr Elżbietanek przedszkole publiczne „Niezapominajka”, istniejące od 15 kwietnia 1945. Do 4 szkół podstawowych (nr 1, 4, 6 oraz katolickiej) uczęszczało 1927 uczniów w 86 oddziałach szkolnych. Ponadto w mieście funkcjonuje Zespół Szkół Specjalnych im. Marii Grzegorzewskiej.
Szkoły średnie to:
- Liceum Ogólnokształcące im. gen. Józefa Wybickiego w Śremie z tradycjami sięgającymi 1858 roku
- Zespół Szkół Ekonomicznych im. Cyryla Ratajskiego
- Zespół Szkół Technicznych im. Hipolita Cegielskiego (od 1963)
- Zespół Szkół Politechnicznych im. Powstańców Wielkopolskich

### Kalendarium
- 1393 – powstanie szkoły parafialnej przy kościele pw. Najświętszej Marii Panny Wniebowziętej,
- 1426 – 11 studentów ze Śremu na uniwersytecie krakowskim,
- 1616 – fundacja braci Jana i Andrzeja Barskich na szkołę i bibliotekę
- 1762 – spłonięcie szkoły parafialnej podczas pożaru miasta,
- 1765 – odbudowa szkoły,
- 1830 – przeniesienie szkoły do domu szpitala św. Ducha, nowa szkoła składa się z dwóch klas w budynku i jednej w prywatnym mieszkaniu,
- 1832 – utworzenie klasy wyższej (tzw. rektorskiej),
- 1836 – istnienie szkoły elementarnej żydowskiej,
- 1840 – przeniesienie szkoły elementarnej ze szpitala do klasztoru na ul. Poznańską,
- 1858 – początki gimnazjum w Śremie,
- 1861 – przekształcenie szkoły rektorskiej w progimnazjum,
- 1866 – przekształcenie progimnazjum w gimnazjum z pełnymi prawami,
- 1869 – przeniesienie gimnazjum do nowego budynku przy ul. Poznańskiej, powstanie katolickiej szkoły męskiej przy ul. Promenada,
- 1877 – powstanie wieczorowej szkoły dla rzemieślników,
- 1878 – powstanie prywatnej, ośmioklasowej szkoły żeńskiej,
- 1895 – powstanie szkoły gospodarstwa kobiecego i pracy domowej,
- 1916 – powstanie elementarnej szkoły polskiej dla dzieci katolickich,
- 1922 – nadanie imienia Gen. Józefa Wybickiego Państwowemu Gimnazjum Klasycznemu w Śremie,
- 1933 – gimnazjum staje się gimnazjum i liceum,
- 1945 – pierwszy egzamin dojrzałości w liceum, przekształcenie szkoły polskiej w Publiczną Szkołę Powszechną Żeńską,
- 1952 – przekształcenie szkoły żeńskiej w Szkołę Podstawową nr 2 im. ks. Piotra Wawrzyniaka,
- 1957 – powstanie Szkoły Podstawowej nr 1 im. Mikołaja Kopernika,
- 1963 – powstanie Zespołu Szkół Zawodowych przy Odlewni Żeliwa,
- 1971 – powstanie Szkoły Podstawowej nr 4 im. Marii Konopnickiej,
- 1972 – powstanie Przedszkoli nr 2 i 3
- 1983 – powstanie Szkoły Podstawowej nr 5 im. Arkady Fiedlera,
- 1991 – powstanie Szkoły Podstawowej nr 6 im. Braci Barskich,
- 1993 – przeznaczenie budynku przy ul. Marciniaka dla celów naukowych Wydziału Chemii UAM w Poznaniu,
- 1994 – powstanie Zespołu Szkół Ekonomicznych,
- 1997 – sympozjum naukowe na temat nanotechnologii,
- 2000 – powstanie ośrodka zamiejscowego w Śremie UAM w Poznaniu,
- 2002 – wybudowanie Collegium im. Heliodora Święcickiego, w którym obecnie mieści się ośrodek zamiejscowy UAM[50].
- 2010 – powstanie Szkoły Muzycznej I stopnia oraz Katolickiej Szkoły Podstawowej i Gimnazjum im. bł. Jana Pawła II
- 2015 – likwidacja Ośrodka Zamiejscowego UAM w Śremie

## Opieka medyczna
W Śremie znajduje się szpital powiatowy przy ul. Chełmońskiego z 13 oddziałami, szpitalnym oddziałem ratunkowym, 9 pracowniami i 2 poradniami. W mieście znajduje się 11 aptek, 5 przychodni zdrowia.
Pierwsze wiadomości o szpitalu pochodzą z 1421 roku, istniał wówczas drewniany szpital przy kościele św. Ducha. W 1614 roku bracia Barscy ufundowali murowany szpital św. Ducha, który w XVI wieku rząd pruski oddał luteranom. W 1770 roku powstał szpital wybudowany przez plebana Marcina Łękowskiego. Uczestników Wiosny Ludów przyjmowano w lazarecie śremskim przy ul. Promenada. W latach 1861–1862 powstał szpital przy ul. Farnej, który miał rangę szpitala garnizonowego.

### Szpital powiatowy
W 1953 roku utworzono stację pogotowia ratunkowego. W związku z rozwojem miasta i budową Odlewni Żeliwa rozpoczęto budowę obecnego szpitala, który kosztował 140 mln zł, przekazanie do użytku odbyło się 30 października 1980 roku, a pierwszych pacjentów przyjęto 17 lutego 1981 roku. W latach 1981–1983 w szpitalu uruchomiono oddziały: chirurgiczny, wewnętrzny, chorób zakaźnych, neurologiczny, laryngologiczny i ginekologiczny, przy szpitalu funkcjonowało pogotowie ratunkowe, apteka i zespół przychodni.

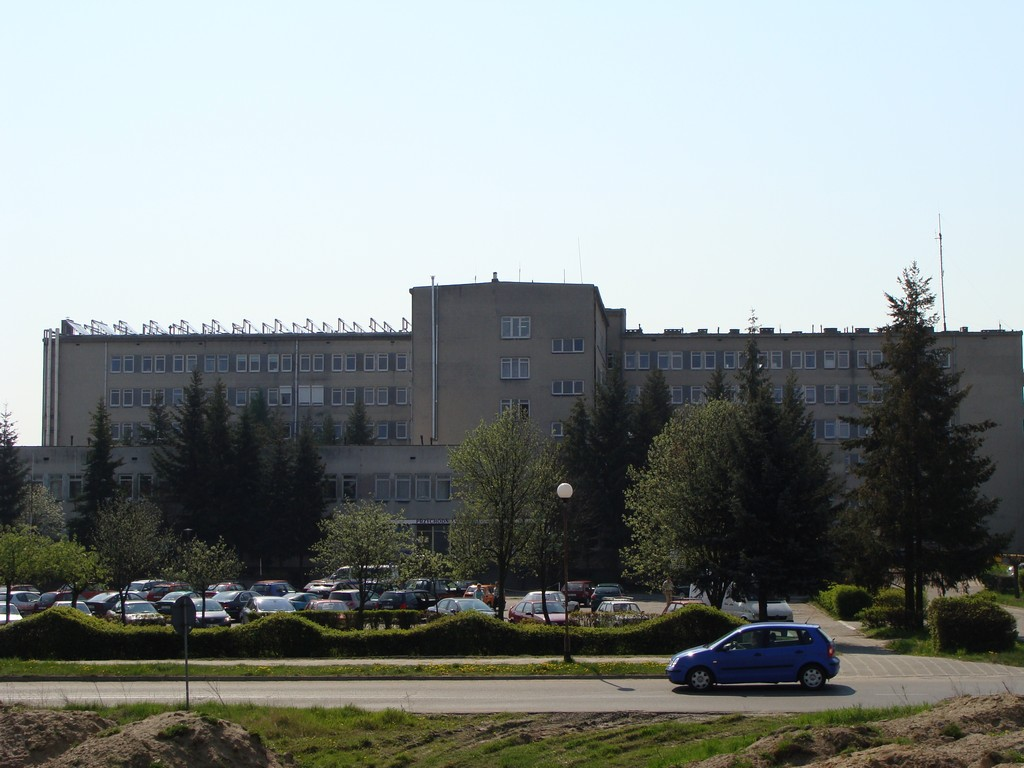
Szpital powiatowy

Szpital otrzymał wyróżnienie w rankingu szpitali organizowanym przez Tygodnik „Wprost”. W 2002 roku przyznano mu tytuł HIT 2002 w kategorii: Koncepcje organizacyjne, w tym samym roku placówka otrzymała tytuł Sukces Roku 2002 w kategorii: promocja powiatu. W 2008 roku szpital otrzymał Certyfikat Systemu Zarządzania Jakością zgodnego z normą ISO 9001:2000. W grudniu 2008 roku uruchomiono w szpitalu Zakład Opiekuńczo-Leczniczy oraz Oddział Onkologii Klinicznej. 5 stycznia 2009 placówka zajęła II miejsce w konkursie Pracodawca Roku 2008 w powiecie śremskim.
Obecnie w skład szpitala wchodzą oddziały:
- Szpitalny Oddział Ratunkowy
- Oddział Chorób Wewnętrznych,
- Oddział Urologiczny
- Oddział Chirurgiczny
- Oddział Ortopedii i Traumatologii Narządu Ruchu
- Oddział Anestezjologii i Intensywnej Terapii,
- Oddział Dziecięcy
- Oddział Laryngologiczny
- Oddział Neurologiczny
- Oddział Ginekologiczno-Położniczy
- Oddział Noworodkowy
- Oddział Onkologii Klinicznej
- Blok Operacyjny
- Pomoc Doraźna, prowadzona przez niepubliczny ZOZ

W szpitalu znajdują się specjalistyczne pracownie: fizykoterapii i rehabilitacji, endoskopowa (gastroskopia, kolonoskopia, rektoskopia), EKG, spirometrii, EEG, audiometryczna (biofeedback, badanie słuchu), badań czynnościowych układu krążenia (echo serca, holter EKG i ciśnieniowy), diagnostyki obrazowej (RTG, USG, tomografia komputerowa), chirurgii małoinwazyjnej. Poradnie specjalistyczne szpitala to poradnia kardiologiczna i poradnia chorób zakaźnych. Pięćdziesiąt metrów od budynku znajduje się nieakredytowanie przez Urząd Lotnictwa Cywilnego lądowisko dla śmigłowców (lądowisko Śrem-Szpital). Szpital zapewnia opiekę duszpasterską oraz możliwość korzystania z kaplicy rzymskokatolickiej pod wezwaniem Matki Bożej Nieustającej Pomocy. Personel szpitala składa się z 80 lekarzy, 217 pielęgniarek i położnych, 35 techników i ratowników medycznych. Według danych z 2007 roku w szpitalu leczono 16241 osób, na salach operacyjnych wykonano 3665 operacji.

## Bezpieczeństwo
W Śremie znajduje się Komenda Powiatowa Policji przy ul. Mickiewicza 15, komendantem jest nadkom. Piotr Leciejewski, działa na terenie całego powiatu śremskiego, jednostkami przyległymi są rewiry dzielnicowych w Dolsku, Książu Wielkopolskim i Brodnicy. Śrem ma Straż Miejską w skład, której wchodzi 15 funkcjonariuszy i 2 pracowników cywilnych. W 2008 powołano sekcje zadaniowe do spraw służby dyżurnej, porządku publicznego, ruchu drogowego, prewencji i nieletnich oraz ochrony środowiska. Straż dysponuje 3 samochodami służbowymi i 6 rowerami.
W mieście ma siedzibę Komenda Powiatowa Państwowej Straży Pożarnej, w której strukturach organizacyjnych działa jednostka ratowniczo-gaśnicza oraz Powiatowe Stanowisko Kierowania. Oprócz niej działa Ochotnicza Straż Pożarna.
W Śremie funkcjonuje Rada Programu Bezpieczne Miasto, którą tworzą Komenda Powiatowa Policji, Straż Miejska, Urząd Miejski, Rada Miejska, Spółdzielnia Mieszkaniowa oraz Prokuratura Rejonowa w Śremie. Głównym działaniem rady jest edukacja i profilaktyka w zakresie zagrożeń dotyczących dzieci i młodzieży, walka z przemocą i bezpieczeństwo ruchu drogowego. W mieście realizowane są akcje kierowane dla uczniów takie jak „Jestem bezpieczny, Jestem widoczny”, „Bezpieczny rower”, „Stop przemocy!” oraz dla dorosłych np. „Nie po oczach”.
W Śremie stacjonuje 6 Batalion Dowodzenia Sił Powietrznych, 6. Batalion Chemiczny Sił Powietrznych, który liczy 75 żołnierzy oraz 124 Batalion Lekkiej Piechoty Wojsk Obrony Terytorialnej.
Historia wojska w Śremie rozpoczyna się ok. XI wieku, w tym czasie funkcjonowali wojowie kasztelana. W 1635 roku założono Bractwo Kurkowe. W II połowie XIX wieku nastąpił rozwój garnizonu; do 1858 liczył on 10 żołnierzy, w 1859 już 457, natomiast w 1863 700 żołnierzy. W 1880 roku z powodu wojny prusko-francuskiej liczba żołnierzy zmniejszyła się do 545, istniały wówczas cztery kompanie (nr 5-8) 37. westfalskiego pułku fizylierów. W latach 1892–1905 miasto zostało pozbawione wojska. Od 1905 roku w koszarach przy ul. Sikorskiego stacjonowało 550 żołnierzy 2. batalionu 47. śląskiego pułku piechoty.
30 grudnia 1918 roku koszary bez jednego wystrzału zostały zajęte przez Batalion Śremski powstańców wielkopolskich. Od 14 stycznia 1921 w garnizonie Śrem stacjonowały szkolne pododdziały piechoty, które dały początek powstałemu w 1928 Batalionowi Podchorążych Rezerwy Piechoty Nr 7. Od 1945 roku funkcjonuje obecny Batalion Dowodzenia Sił Powietrznych. Natomiast od 10 lutego 2011 6. Batalion Chemiczny. Od 2018 roku w mieście stacjonuje 124 Batalion Lekkiej Piechoty w ramach 12 Wielkopolskiej Brygady Obrony Terytorialnej.

## Media

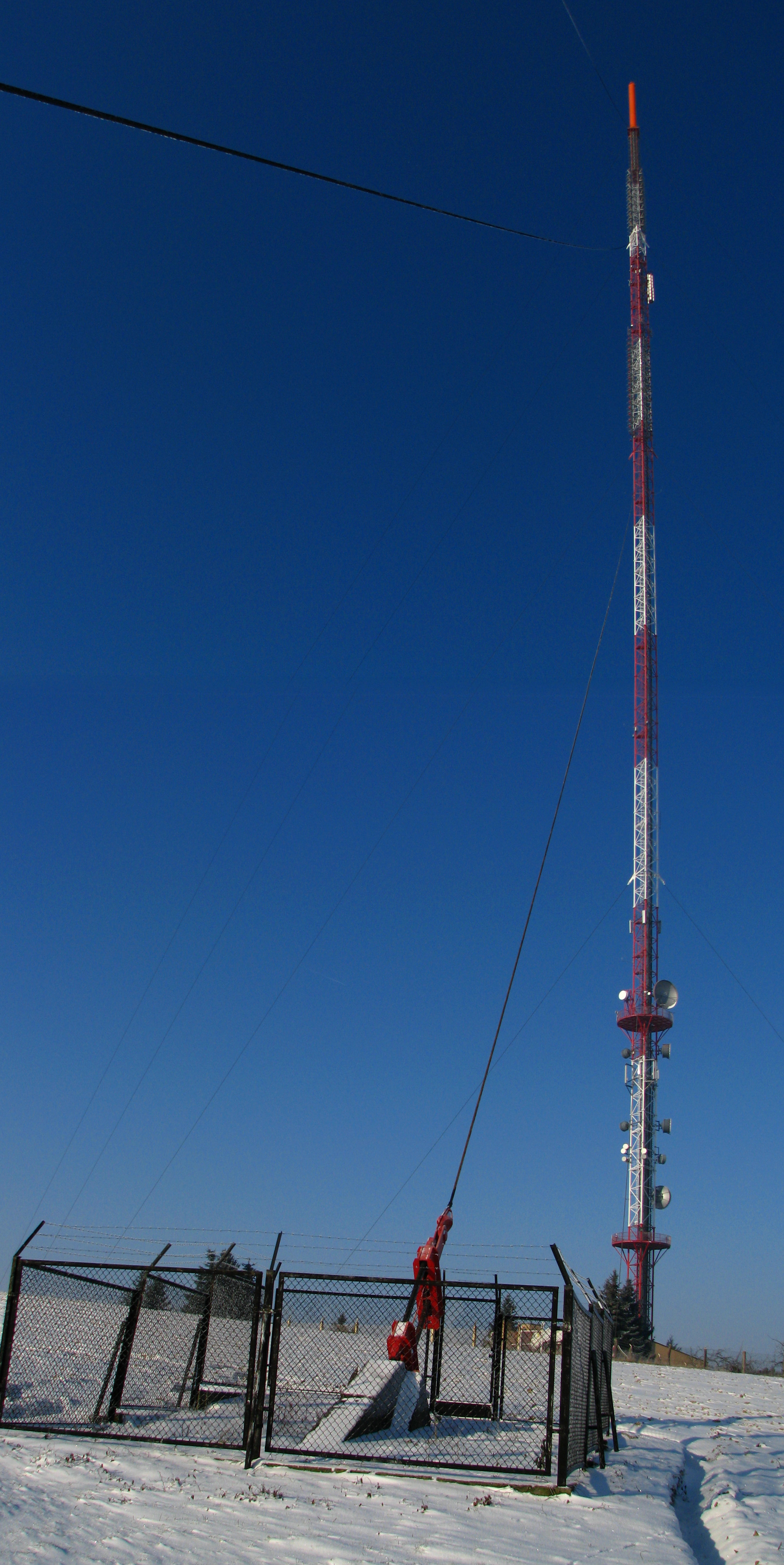
RTCN Śrem

Pierwsze gazety w Śremie pojawiły się już w XIX w. Były wydawane przez władze pruskie i zamieszczały przede wszystkim ogłoszenia urzędowe, jak np. początkowo dwujęzyczny (później tylko niemieckojęzyczny) „Schrimmer Kreisblatt – Śremski Dziennik Powiatowy”. Prasa w Śremie rozwijała się w okresie międzywojennym, kiedy wydawano takie tytuły jak „Kurier Śremski”, „Wiadomości Śremskie”. Gazety te miały z reguły krótki żywot, do niektórych usiłowały nawiązać (przejmując ich tytuły) współczesne periodyki, ukazujące się od początku lat 90. W okresie PRL w latach 80. wydawano „Głos Śremski”, organ PRON-u.
Po transformacji ustrojowej w 1989 r. w Śremie powstały nowe lokalne media, w tym również radio i telewizja. Do dzisiaj przetrwały następujące tytuły prasowe i stacje telewizyjne:
- Tygodnik Śremski – obecnie cotygodniowy dodatek do dziennika Polska – Głos Wielkopolski
- Tydzień Ziemi Śremskiej – tygodnik ogólnoinformacyjny
- Kurier Śremski – bezpłatny dwutygodnik reklamowy
- Gazeta Śremska – dwumiesięcznik poświęcony kulturze i historii, wydawany przez Muzeum Śremskie
- Śremski Notatnik Historyczny – periodyk poświęcony historii lokalnej
- Telewizja Relax
- Portal Śremski[73] - lokalny portal informacyjny

W Śremie swoją działalność prowadziło Radio Wielkopolska, które w 2002 r. zostało przeniesione do Poznania, zmieniając właściciela, nazwę (na Rock Radio Wielkopolska) i profil.

## Wspólnoty wyznaniowe
Miasto ma 4 parafie rzymskokatolickie, które należą do dekanatu śremskiego w archidiecezji poznańskiej. Istnieje także parafia garnizonowa. Od 2002 w mieście działa grupa Wspólnoty Apostolskiej św. Elżbiety.
Mieszkańcy Śremu korzystają z 6 kościołów. Najstarszym obiektem sakralnym w mieście jest kościół parafialny NMP Wniebowziętej, będący także siedzibą dziekana. Najnowszą świątynią jest kościół pw. Najświętszego Serca Jezusa, zbudowany w latach 1978–1988. W chwili obecnej przy ulicy 1 Maja powstaje nowy kościół parafii pw. Ducha Świętego.
W śremskim szpitalu powiatowym znajduje się kaplica rzymskokatolicka pw. Matki Bożej Nieustającej Pomocy.
W Śremie działalność kaznodziejską prowadzą również dwa zbory Świadków Jehowy: Śrem-Południe (w tym grupa ukraińskojęzyczna), Śrem-Północ (Sala Królestwa).
Pierwsza wzmianka o Żydach pochodzi z 1323 roku, kiedy wybudowano pierwszą synagogę. W mieście znajdowały się dwa kirkuty – stary cmentarz żydowski i nowy cmentarz żydowski oraz synagoga zbudowana w latach 1836–1838 a rozebrana w 1968 roku.

## Sport

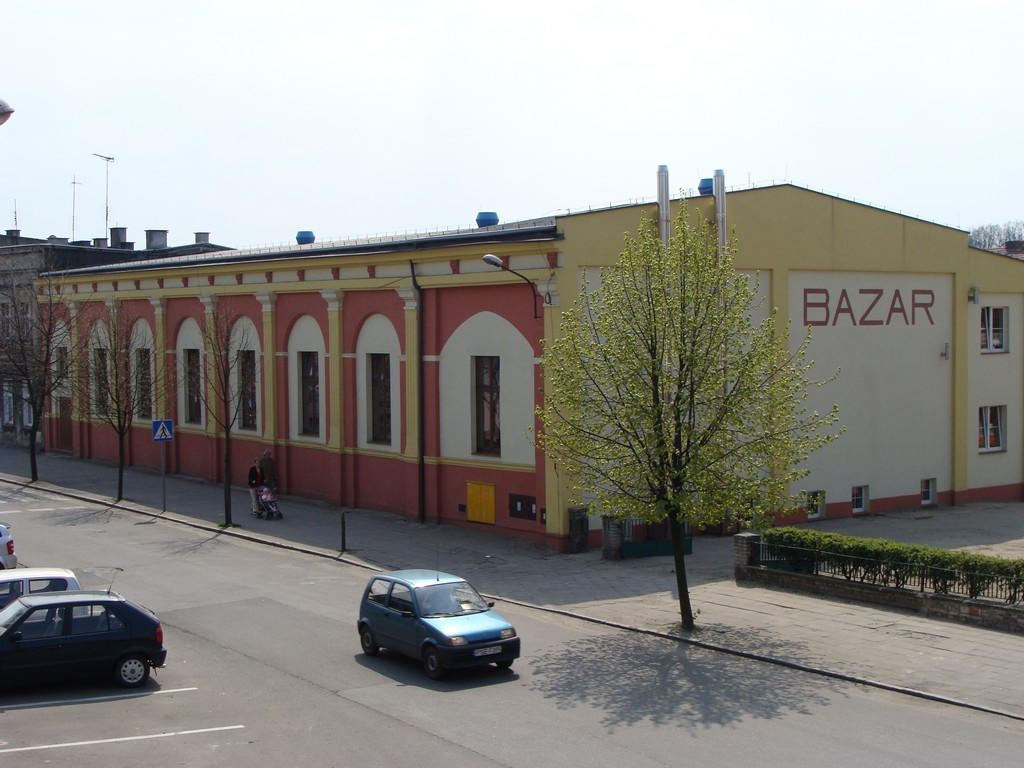
Sala sportowa Bazar

Historia sportu w Śremie sięga już XIX wieku, kiedy założono Towarzystwo Gimnastyczne „Sokół”. Śremscy sportowcy zdobywali w historii tytuły Mistrzów Polski w różnych dziedzinach. Obecnie najważniejszą rolę w rozwijaniu sportu w mieście pełni spółka Śremski Sport (dawniej: Śremski Ośrodek Sportu i Rekreacji), który ma do dyspozycji Stadion Miejski w Parku Powstańców Wielkopolskich, stadion przy ul. Zamenhofa, kompleks sportowy przy ul. Staszica oraz Ośrodek Wodny nad Jeziorem Grzymisławskim.

## Administracja

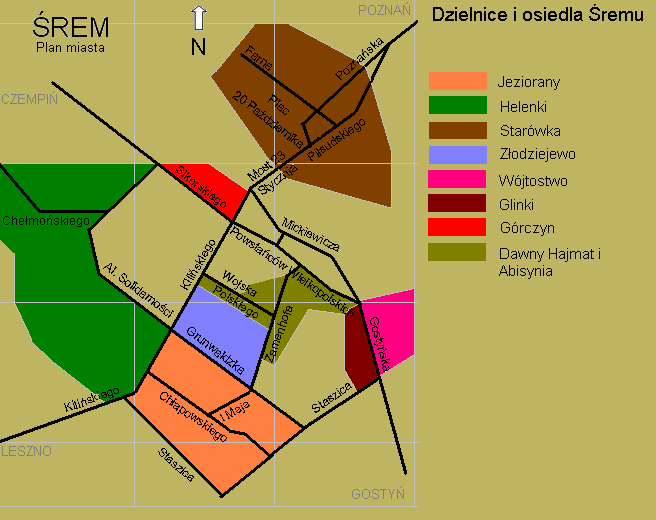
Podział na umowne osiedla i dzielnice

Miasto jest siedzibą gminy miejsko-wiejskiej. W Radzie Miejskiej w Śremie zasiada 21 radnych. Organem wykonawczym jest burmistrz. Siedzibą władz jest urząd miejski przy placu 20 Października.
Burmistrzowie Śremu:
Wawrzyniec Cochler (~1587)
Walenty Ziemba (~1597)
Jan Poniecki(~1621)
- Bogusław Bajoński (1990–1994)
- Andrzej Ratajczak (1994–1999)
- Marek Basaj (1999–2002)
- Krzysztof Albin Łożyński (2002–2006)
- Adam Jan Lewandowski (2006-2024)
- Grzegorz Wiśniewski (od 2024)

W mieście znajduje się starostwo powiatu śremskiego. W Śremie mieści się sąd rejonowy, którego obszar właściwości obejmuje 5 okolicznych gmin (tj. gmina Brodnica, gmina Dolsk, gmina Książ Wielkopolski, gmina Mosina oraz gmina Śrem). W mieście znajduje się także prokuratura rejonowa, urząd skarbowy oraz inspektorat ZUS.
Gmina Śrem jest członkiem stowarzyszeń: Związek Miast Polskich, Związek Zdrowych Miast Polskich, Stowarzyszenie Gmin Wiejskich RP, Stowarzyszenie Gmin i Powiatów Wielkopolskich, Stowarzyszenie Unia Gospodarcza Regionu Śremskiego-Śremski Ośrodek Wspierania Małej Przedsiębiorczości (dawniej: Unia Gospodarcza Miast Regionu Śremskiego).

## Współpraca zagraniczna, miasta partnerskie
W ramach kontaktów zagranicznych Śrem współpracuje z:
- Bergen koło Hanoweru w Niemczech (1997)[85],
- Rožnovem pod Radhoštěm w Czechach (1997)[85].

Krajowym miastem partnerskim dla Śremu jest Świdnik.
Cztery główne obszary współpracy:
- kulturalno-sportowy,
- społeczny,
- gospodarczy,
- administracja i służby publiczne.

Celami partnerskiej współpracy są: nawiązanie bezpośrednich więzów przyjaźni pomiędzy społecznościami lokalnymi (najbardziej między młodzieżą), wymiana kulturalna, sportowa, oświatowa.
Zaprzyjaźnione miasta organizują prezentacje kulturalne, wystawy, imprezy sportowe, turnieje, wymiany młodzieży szkolnej.

## Ludzie związani ze Śremem
Ze Śremem związanych było i jest wiele osób w życiu politycznym, kulturalnym i naukowym nie tylko Polski, ale także poza jej granicami.

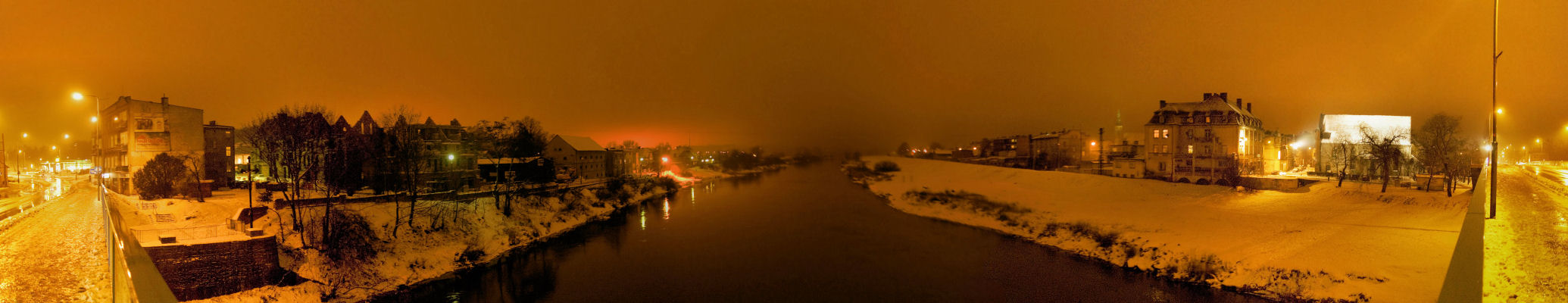
Widok z mostu na Promenadę nadwarciańską w Śremie